# Liste von Söhnen und Töchtern der Stadt Rio de Janeiro
Die Liste von Söhnen und Töchtern der Stadt Rio de Janeiro zählt Personen auf, die in der brasilianischen Metropole Rio de Janeiro geboren wurden. Die Liste erhebt keinen Anspruch auf Vollständigkeit.

## 17. und 18. Jahrhundert

### 1601–1800

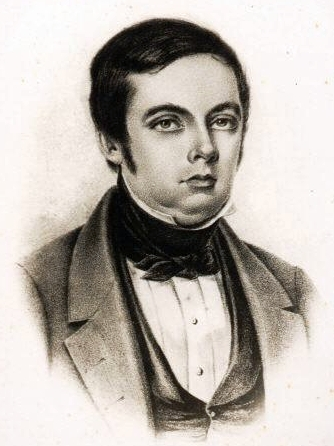
Francisco Manuel da Silva
(1795–1865)

- Maria Ursula Lancastro y Abreu (1682–1730), portugiesisch-brasilianische Abenteurerin
- António José da Silva (1705–1739), portugiesischer Komödiendichter marranischer Herkunft
- António de Morais Silva (1755–1824), Lexikograph, Grammatiker, Romanist und Lusitanist
- António Pereira de Sousa Caldas (1762–1814), portugiesischer Dichter und Autor
- José Maurício Nunes Garcia (1767–1830), Komponist
- Antônio Rodrigues de Aguiar (1768–1818), Prälat von Goiás
- Francisco Manuel da Silva (1795–1865), Komponist

## 19. Jahrhundert

### 1801–1850

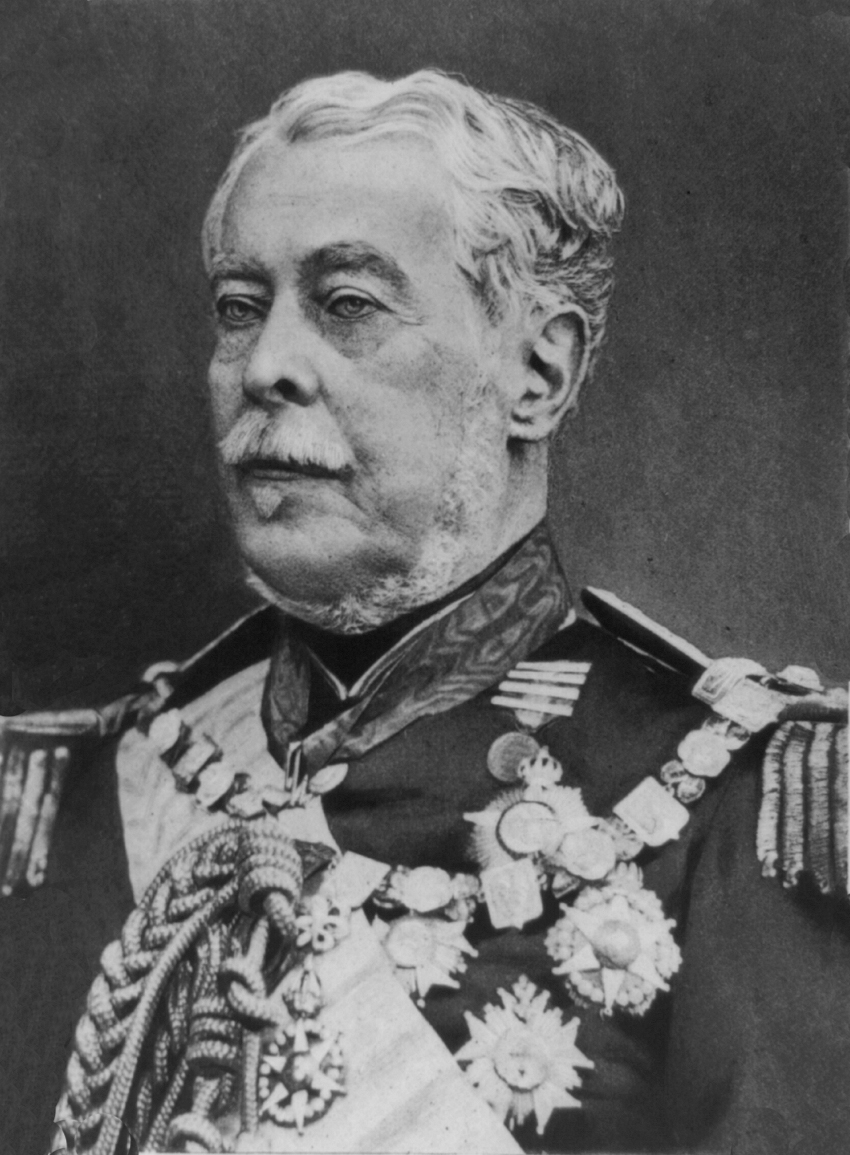
Luís Alves de Lima e Silva, Herzog von Caxias
(1803–1880)

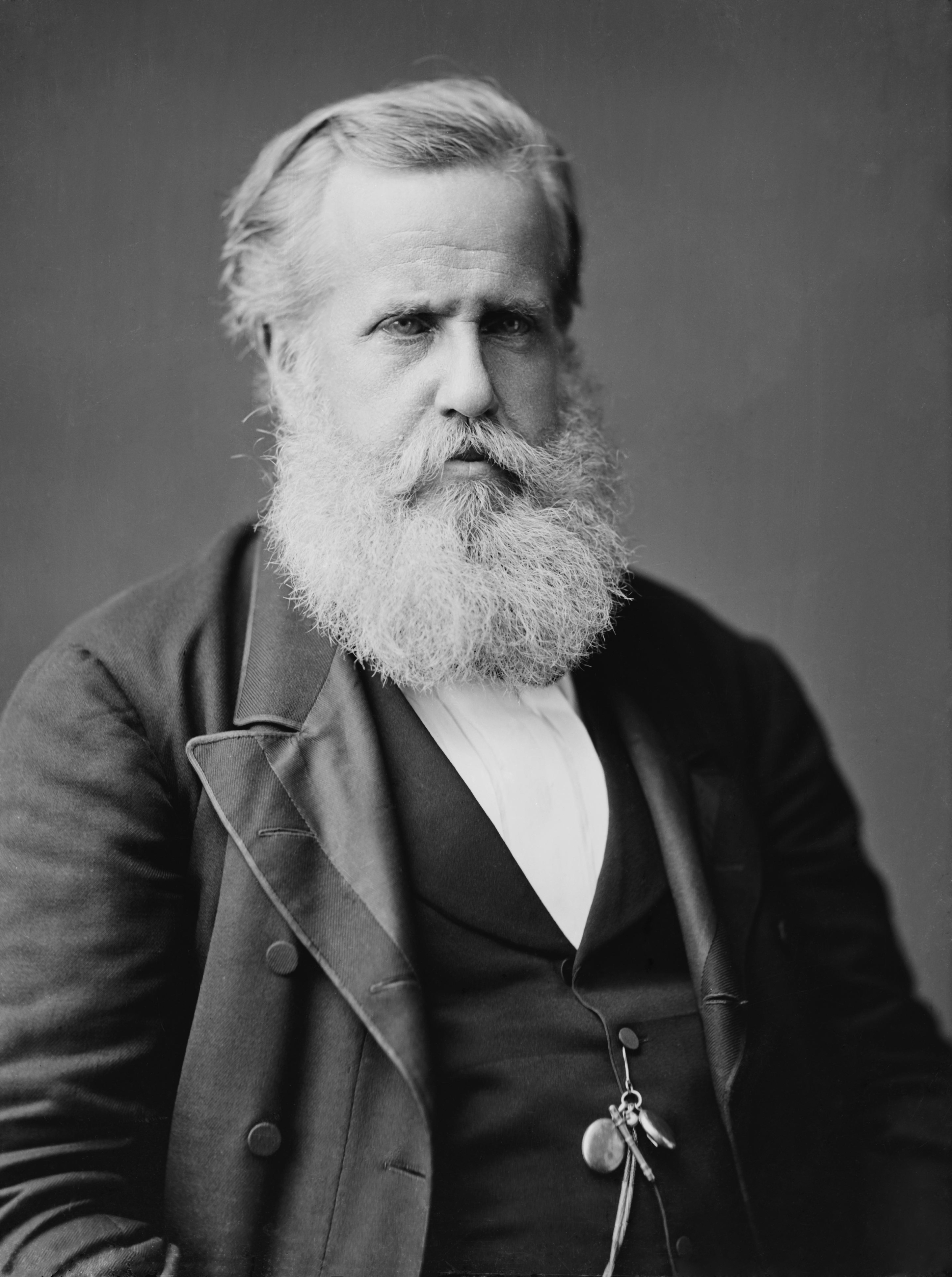
Peter II.
(1825–1891)

- Luís Alves de Lima e Silva, Herzog von Caxias (1803–1880), Marschall und Oberbefehlshaber der brasilianischen Armee
- Maria II. (1819–1853), Königin von Portugal
- Neville Bowles Chamberlain (1820–1902), britischer Feldmarschall
- Januária von Brasilien (1822–1901), Prinzessin von Brasilien und Infantin von Portugal
- Franziska von Brasilien (1824–1898), Prinzessin von Brasilien und Infantin von Portugal
- Peter II. (1825–1891), Kaiser von Brasilien von 1831 bis 1889
- Manuel Antônio de Almeida (1831–1861), Dichterarzt
- Joaquim José da França Júnior (1838–1890), Rechtsanwalt, Dramaturg, Journalist und Maler
- Joaquim Maria Machado de Assis (1839–1908), Schriftsteller und Dichter
- Frederick Robert Vere Douglas-Hamilton (1843–1917), schottischer Ingenieur
- Alfredo d’Escragnolle Taunay (1843–1899), Schriftsteller, Militäringenieur, Politiker und Historiker des Kaiserreichs Brasilien
- Marc Ferrez (1843–1923), Fotograf
- José Maria da Silva Paranhos Júnior (1845–1912), Adliger, Diplomat, Lehrer, Journalist, Zeitungsgründer, Herausgeber, Politiker und kaiserlicher Berater
- Isabella von Brasilien (1846–1921), letzte Kronprinzessin von Brasilien
- John Sergeant Wise (1846–1913), Jurist und Politiker
- Chiquinha Gonzaga (1847–1935), Pianistin und Komponistin
- Leopoldina von Brasilien (1847–1871), Prinzessin von Brasilien
- Joaquim Calado (1848–1880), Flötist und Komponist
- Alexander Freytag von Loringhoven (1849–1908), Jurist, Archivar und Schriftsteller

### 1851–1880

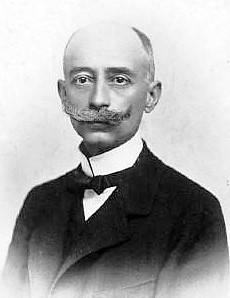
Henrique Oswald
(1852–1931)

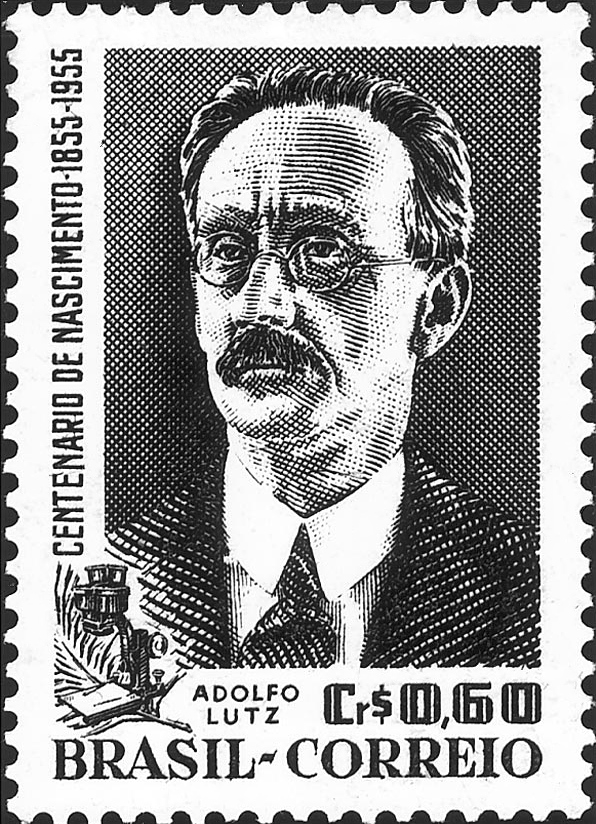
Adolfo Lutz
(1855–1940)

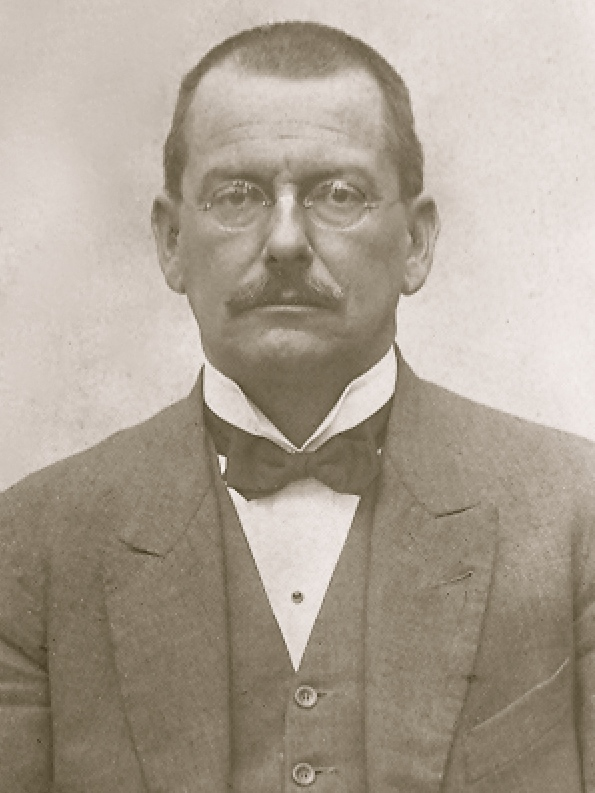
Augusto Pestana
(1868–1934)

- Miguel Bombarda (1851–1910), portugiesischer Psychiater und Politiker
- Bernardino Machado (1851–1944), Politiker aus der Zeit der ersten Republik in Portugal
- Henrique Oswald (1852–1931), Komponist und Diplomat
- Adolfo Lutz (1855–1940), Mediziner, Zoologe und Pionier der Bakteriologie in Brasilien
- Heinrich David (1856–1935), Schweizer Jurist und Politiker
- Ludwig Tesdorpf (1856–1905), deutscher Feinmechaniker und Unternehmer
- Paul Tesdorpf (1858–1936), deutscher Psychiater
- Henry Alexander Miers (1858–1942), britischer Mineraloge
- Ernesto Nazareth (1863–1934), Komponist
- João Pinheiro Chagas (1863–1925), portugiesischer Journalist und Politiker, 1911 kurzzeitig Ministerpräsident Portugals
- Johann Paul Leberecht Strack (1863–1930), deutscher Großkaufmann und Senator der Hansestadt Lübeck
- Carlos de Mesquita (1864–1953), Komponist und Pianist
- Olavo Bilac (1865–1918), Journalist, Dichter und Lehrinspektor
- Ernesto Tesdorpf (1865–1913), Lithograf, Fotograf, Porträtmaler und Kunstverleger
- Anacleto de Medeiros (1866–1907), Komponist und Dirigent
- Peter August von Sachsen-Coburg und Gotha (1866–1934), Prinz von Sachsen-Coburg und Gotha sowie kaiserlich brasilianischer Thronfolger
- August Leopold von Sachsen-Coburg und Gotha (1867–1922), kaiserlich brasilianischer Thronprätendent
- Francisco Braga (1868–1945), Komponist
- Max Fleiuss (1868–1943), Journalist und Schriftsteller
- Augusto Pestana (1868–1934), Ingenieur und Politiker
- Florentino Ávidos (1870–1956), Ingenieur und Politiker
- Arthur Wehnelt (1871–1944), deutscher Physiker
- Carlos Magalhães de Azeredo (1872–1963), Diplomat, Rechtsanwalt, Journalist und Schriftsteller
- Irineu de Almeida (1873–1916), Musiker und Komponist
- Heitor da Silva Costa (1873–1947), Bauingenieur
- Luís Martins de Souza Dantas (1876–1954), Diplomat
- Reginald Fairfax Wells (1877–1951), britischer Bildhauer, Keramiker, Flugzeugkonstrukteur, Architekt und Designer
- Henrique César Fernandes Mourão (1877–1945), römisch-katholischer Bischof von Cafelândia
- Henrique da Rocha Lima (1879–1956), Mediziner und Pathologe

### 1881–1900

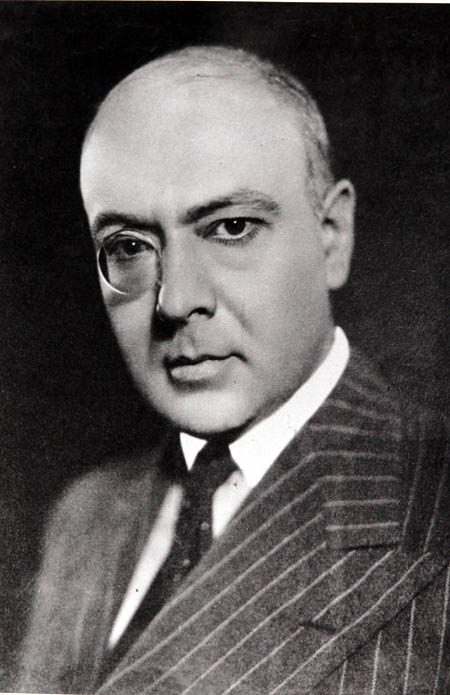
Mário de Pimentel Brandão
(1889–1956)

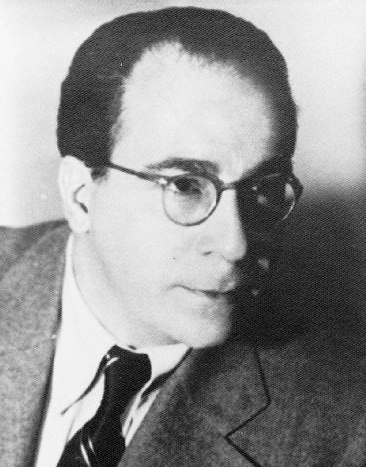
Oscar Lorenzo Fernández
(1897–1948)

- Afonso Henriques de Lima Barreto (1881–1922), Journalist und Autor
- João do Rio (1881–1921), Journalist, Chronist, Übersetzer und Theaterwissenschaftler
- Vítor Viana (1881–1937), Jurist, Journalist und Historiker
- Florêncio Carlos de Abreu e Silva (1882–1969), Jurist, Geograph, Historiker und Statistiker
- Edgar Roquette-Pinto (1884–1954), Schriftsteller, Ethnologe, Anthropologe und Arzt
- Abrahão Saliture (1884–1967), Ruderer und Wasserballspieler
- João Jório (1886–?), Ruderer und Wasserballspieler
- Antenor Nascentes (1886–1972), Romanist, Grammatiker und Lexikograf
- Artur de Souza Nascimento (1886–1957), Musiker
- Octávio Bevilacqua (1887–1959), Musikwissenschaftler und -pädagoge
- Heitor Villa-Lobos (1887–1959), Komponist und Dirigent
- Ernani Braga (1888–1948), Komponist, Pianist und Dirigent
- Carlos Duarte Costa (1888–1967), Bischof der römisch-katholischen Kirche und Gründer der katholisch-apostolischen Kirche Brasiliens
- Edith de Magalhães Fraenkel (1889–1969), Pionierin der Gesundheits- und Krankenpflege
- Edgard Leite (1889–1974), Wasserballspieler
- Mário de Pimentel Brandão (1889–1956), Diplomat und Politiker
- Donga (1890–1974), Musiker
- Carlos Celso de Ouro Preto (1891–1953), Diplomat
- Lélio Gama (1892–1981), Mathematiker, Astronom und Geophysiker
- Emmanuel Augusto Nery (1892–1927), Fußballspieler
- Armando de Almeida (1893–1978), Fußballspieler
- Ronaldo de Carvalho (1893–1935), Lyriker und Diplomat
- Alceu Amoroso Lima (1893–1983), Autor
- Temistocles da Graça Aranha (1894–1956), Diplomat
- Philadelpho Azevedo (1894–1951), Jurist, Richter am Internationalen Gerichtshof in Den Haag
- Newton Pádua (1894–1966), Komponist
- Alcides Paiva (1894–1959), Wasserballspieler
- Ângelo Gammaro (1895–1977), Schwimmer und Wasserballspieler
- Vitorino Fernandes (1896–1983), Wasserballspieler
- Margarida Lopes de Almeida (1896–1979 oder 1983), Deklamatorin, Dichterin und Bildhauerin
- Alberto Cavalcanti (1897–1982), Filmregisseur und Filmproduzent
- Agostinho de Sá (1897–1960), Wasserballspieler
- Oscar Lorenzo Fernández (1897–1948), Komponist
- Pixinguinha (1897–1973), Musiker, Komponist und Dirigent
- Octávio Trompowsky (1897–1984), Schachspieler
- Jorge Latour (1898–1972), Diplomat
- Orlando Amêndola (1899–1974), Schwimmer und Wasserballspieler
- Peri Bevilacqua (1899–1990), Offizier
- Nonô (1899–1931), Fußballspieler
- Paulo Bosísio (1900–1985), Seeoffizier
- Waldemar Levy Cardoso (1900–2009), Feldmarschall

## 20. Jahrhundert

### 1901–1910

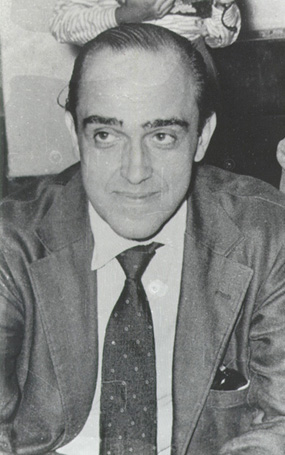
Oscar Niemeyer
(1907–2012)

- Edmundo de Macedo Soares e Silva (1901–1989), Brigadegeneral und Politiker
- Cecília Meireles (1901–1964), Journalistin und Lyrikerin
- Agostinho Fortes Filho (1901–1966), Fußballspieler
- Elsie Houston (1902–1943), Sängerin (Sopran)
- José de Lima Figueiredo (1902–1956), General, Politiker und Autor
- Bidu Sayão (1902–1999), Opernsängerin
- Vasco Leitão da Cunha (1903–1984), Diplomat
- Altamir de Moura (1903–1988), Diplomat
- Fernando Giudicelli (1903–1968), Fußballspieler
- Luiz Teixeira Martini (1903–nach 1966), Seeoffizier
- Alfredo Alves (1904–1975), Fußballspieler
- Alfredo Brilhante da Costa (1904–1980), Fußballspieler
- Jaguaré Bezerra de Vasconcelos (1905–1946), Fußballspieler
- Adalgisa Nery (1905–1980), Schriftstellerin
- Augusto Hamann Rademaker Grünewald (1905–1985), Präsident Brasiliens
- Preguinho (1905–1979), Fußballspieler
- Raul Roulien (1905–2000), Schauspieler, Filmregisseur, Pianist, Sänger und Fernsehmoderator
- Oscar Borgerth (1906–1992), Violinist und Musikpädagoge
- Roberto Barthel Rosa (1906–1990), Diplomat
- Carlos Alberto Ferreira Braga (1907–2006), Liedermacher und Sänger
- Luís Gervasoni (1907–1963), brasilianischer Fußballspieler italienischer Herkunft
- Oscar Niemeyer (1907–2012), Wegbereiter der modernen Architektur
- Mercedes Carné (1908–1988), argentinische Tangosängerin und Schauspielerin
- Cartola (1908–1980), eigentlich Angenor de Oliveira, Samba-Komponist
- Sylvio Hoffmann Mazzi (1908–1991), Fußballspieler
- Antônio Borges da Silveira Lobo (1908–1979), Seeoffizier
- Démosthenes Magalhães (* 1909), Fußballspieler
- Adolpho Justo Bezerra de Menezes (1910–1990), Diplomat und Autor
- Carlos Chagas Filho (1910–2000), Biophysiker
- Felix Sonnenfeld (1910–1993), Schachkomponist

### 1911–1920

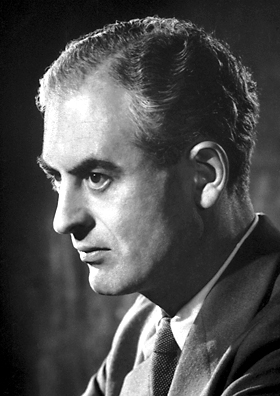
Peter Brian Medawar
(1915–1987)

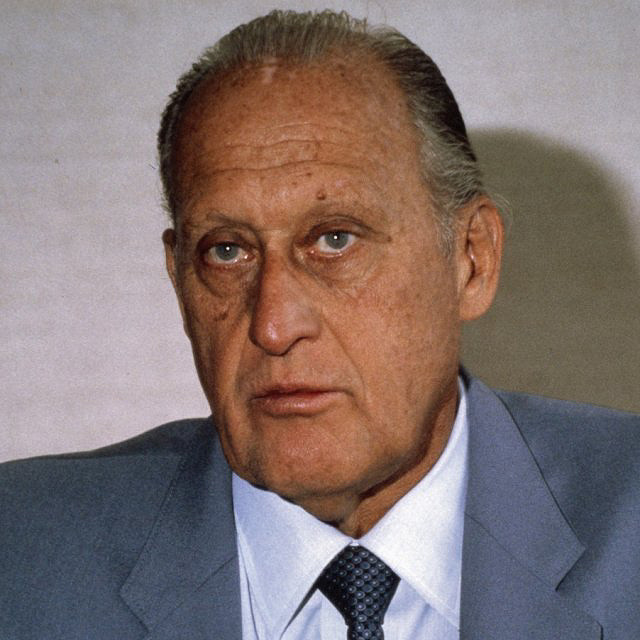
João Havelange
(1916–2016)

João Baptista de Oliveira Figueiredo
(1918–1999)

- Marcolino Gomes Candau (1911–1983), Arzt und von 1953 bis 1973 war Generaldirektor der Weltgesundheitsorganisation (WHO)
- Rui Pinto Duarte (1911–1990), Moderner Fünfkämpfer
- Herbert Franzoni Berla (1912–1985), Ornithologe und Acarologe
- Domingos da Guia (1912–2000), Fußballspieler
- Marina de Vasconcelos (1912–1973), Anthropologin und Hochschullehrerin
- Véra Clouzot (1913–1960), französisch-brasilianische Schauspielerin, erste Ehefrau von Henri-Georges Clouzot
- Sílvio Elia (1913–1998), Romanist, Lusitanist, Brasilianist und Linguist
- Vinícius de Moraes (1913–1980), Dichter und Gitarrist
- Othon Motta (1913–1985), römisch-katholischer Geistlicher und Bischof von Campanha
- Cristiano Portela de Araújo Pena (1913–2000), römisch-katholischer Geistlicher und Bischof von Divinópolis
- Leônidas da Silva (1913–2004), Fußballspieler
- Chagas Freitas (1914–1991), Politiker
- Affonso Guimarães da Silva (1914–1997), Fußballspieler
- Antônio Houaiss (1915–1999), Romanist, Lusitanist, Übersetzer, Kulturpolitiker und Lexikograph
- Eunice Katunda (1915–1990), Komponistin
- Jorge Marcos de Oliveira (1915–1989), römisch-katholischer Bischof von Santo André im Bundesstaat São Paulo
- Peter Brian Medawar (1915–1987), Anatom
- Carlos Henrique da Rocha Lima (1915–1991), Romanist, Lusitanist und Hochschullehrer
- Carlos Alfredo Bernardes (1916–1977), Diplomat, 1962 kurzzeitig Außenminister
- Cleonice Berardinelli (1916–2023), Literaturwissenschaftlerin und Universitätsprofessorin
- Edgar Duvivier (1916–2001), Bildhauer
- João Havelange (1916–2016), Fußballfunktionär, Mitglied im IOC
- Miguel Alvaro Osório de Almeida (1916–1999), Diplomat
- Oswaldo Frota-Pessoa (1917–2010), Biologe und Genetiker
- Mozart Gurgel Valente Júnior (1917–1970), Diplomat, Bruder des Maury Gurgel Valente
- Clemente Isnard (1917–2011), römisch-katholischer Ordensgeistlicher, Bischof von Nova Friburgo
- José Osvaldo de Meira Penna (1917–2017), Diplomat
- Arnaldo Süssekind (1917–2012), Jurist und Politiker
- Jacob do Bandolim (1918–1969), Mandolinist und Komponist
- Dino 7 Cordas (1918–2006), Gitarrist
- Manuel Pio Correia Júnior (1918–2013), Diplomat und Außenminister
- João Baptista de Oliveira Figueiredo (1918–1999), Politiker, Präsident Brasiliens (1979–1985)
- Nise Obino (1918–1995), Pianistin und Klavierpädagogin
- Mário de Mello Mattos (1919–vor 1995), Militär und Diplomat
- Euclides Quandt de Oliveira (1919–2013), Politiker
- Carlos Calero Rodrigues (1919–2011), Diplomat
- Pedro dos Santos (1919–1993), Perkussionist und Komponist
- Danilo Alvim (1920–1996), Fußballspieler
- Augusto da Costa (1920–2004), Fußballspieler
- Murillo de Miranda Bastos Júnior (* 1920), Diplomat
- José Mauro de Vasconcelos (1920–1984), Schriftsteller

### 1921–1930

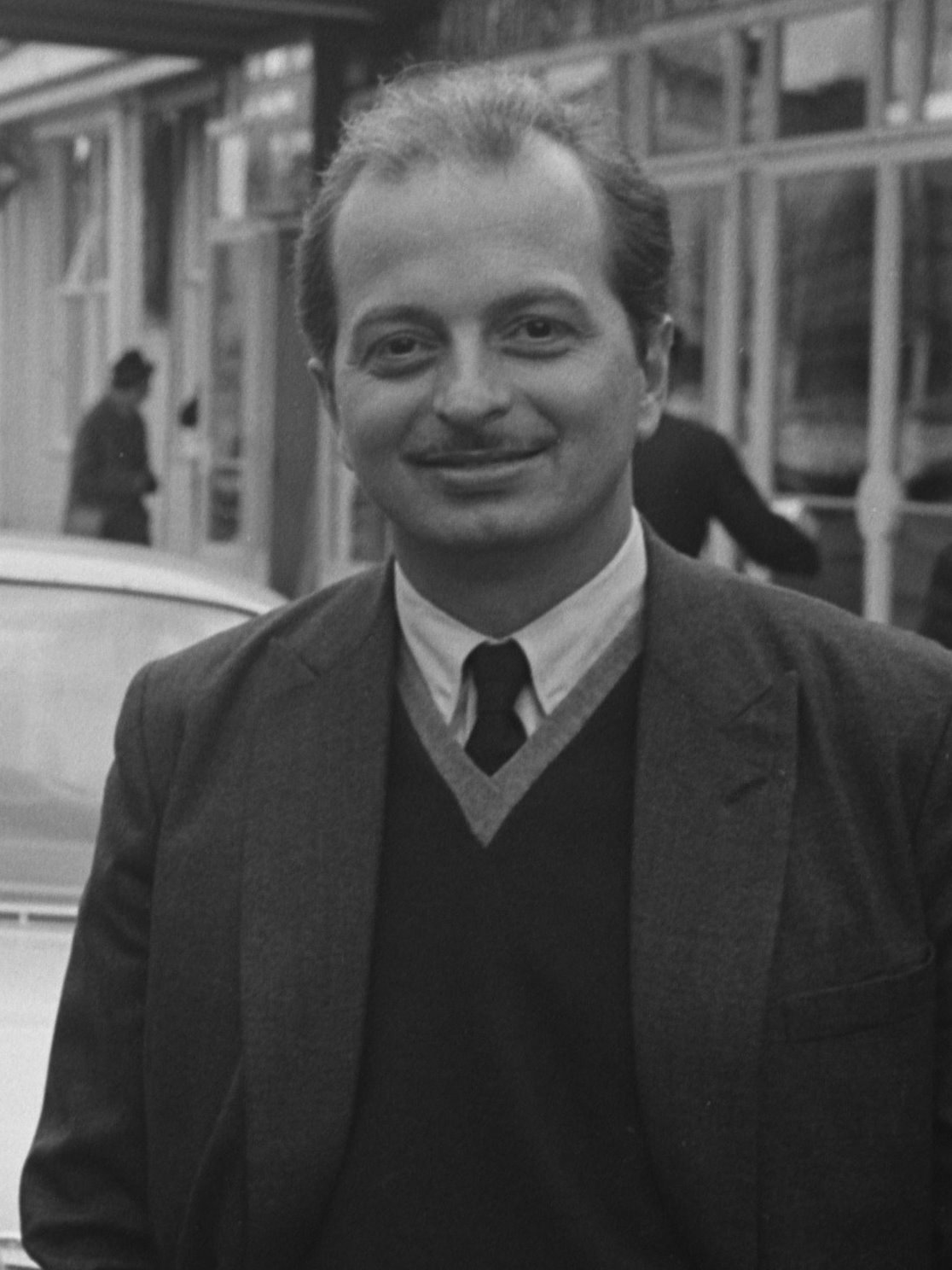
Luiz Bonfá
(1922–2001)

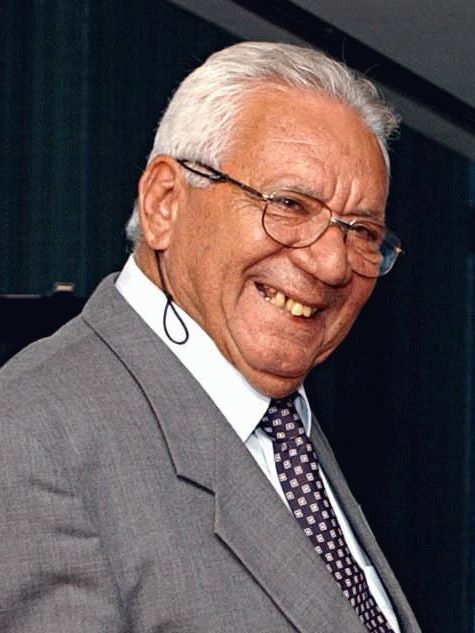
Nílton Santos
(1925–2013)

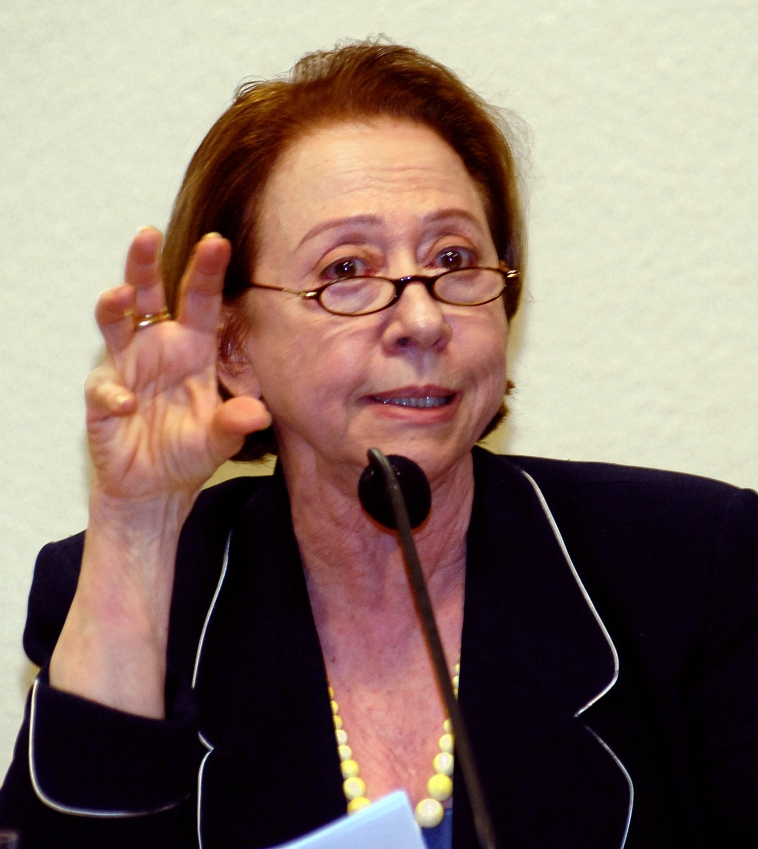
Fernanda Montenegro
(* 1929)

- Roberto Andersen Cavalcanti (1921–2001), Admiral
- Pery Broad (1921–1993), SS-Unterscharführer und Mitglied der Wachmannschaft im KZ Auschwitz-Birkenau
- Elisa Frota-Pessoa (1921–2018), Physikerin und Hochschullehrerin
- Átila Iório (1921–2002), Schauspieler
- Vasco Mariz (1921–2017), Historiker, Musikwissenschaftler, Schriftsteller und Diplomat
- Maury Gurgel Valente (1921–1994), Diplomat
- Luiz Bonfá (1922–2001), Komponist, Sänger und Gitarrist
- Miguel Gustavo (1922–1972), Autor, Komponist, Dramaturg und Journalist
- Dora Lopes (1922–1983), Sängerin und Komponistin der Bossa Nova
- Sagramor de Scuvero Brandão (1922–1995), Rundfunkmoderatorin und Politikerin
- Paulo Amaral (1923–2008), Fußballspieler und -trainer
- Waldir Azevedo (1923–1980), Komponist
- Emilinha Borba (1923–2005), Sängerin und Schauspielerin
- Hélio Jaguaribe (1923–2018), Soziologe, Wirtschaftswissenschaftler und Schriftsteller
- Bola Sete (1923–1987), Gitarrist, Sänger und Komponist
- Victor José Silveira (1923–1999), Diplomat
- Mauro Thibau (1923–2005), Ingenieur, 1964–1967 Bergwerks- und Energieminister
- Francisco de Assis Grieco (1924–2001), Ökonom, Politiker und Diplomat
- David Resnick (1924–2012), israelischer Architekt und Stadtplaner brasilianischer Herkunft
- Artur Ricart da Costa (1924–1996), Seeoffizier
- Almir Mavignier (1925–2018), Maler und Grafiker
- Dom Um Romão (1925–2005), Schlagzeuger und Perkussionist
- Nílton Santos (1925–2013), Fußballspieler
- Carlos Heitor Cony (1926–2018), Schriftsteller und Journalist
- Jamil Haddad (1926–2009), Politiker
- Lyle Amaury Tarrisse da Fontoura (* 1926), Diplomat
- João Hermes Pereira de Araújo (1926–2016), Diplomat
- Carlos José Castilho (1927–1987), Fußballtorwart
- Décio Esteves (1927–2000), Fußballspieler und -trainer
- Cláudio Garcia de Souza (* 1927), Diplomat
- Antônio Carlos Jobim (1927–1994), Sänger, Pianist, Gitarrist und Komponist
- Newton Mendonça (1927–1960), Pianist und Dichter
- Luli Oswald (1927–2005), brasilianische Pianistin und Klavierpädagogin
- Wilson (1927–1998), Fußballspieler und -trainer
- Murillo Gurgel Valente (* 1927), Diplomat, Bruder des Maury Gurgel Valente
- M. Rainer Lepsius (1928–2014), deutscher Soziologe
- Cândido Mendes (1928–2022), Rechtsanwalt, Philosoph, Soziologe, Politikwissenschaftler und Schriftsteller
- Tarcísio Padilha (1928–2021), Universitätsprofessor und Philosoph
- Johnny Alf (1929–2010), Bossa-Nova-Musiker
- Pires Constantino (1929–2002), Fußballspieler
- Günther Kehnscherper (1929–2004), deutscher evangelischer Theologe und Altertumsforscher
- Daisy Lúcidi (1929–2020), Radiomoderatorin, Telenovela-Darstellerin, Filmschauspielerin und Politikerin
- Fernanda Montenegro (* 1929), Schauspielerin
- Alberto Pereira Pires (* 1929), Fußballspieler
- Octávio Rainho da Silva Neves (* 1929), Diplomat
- Amaury Bier (* 1930), Diplomat
- Sérgio de Camargo (1930–1990), Bildhauer und Reliefkünstler
- Helvécio Martins (1930–2005), erste schwarze mormonische Generalautorität
- Luciano Pedro Mendes de Almeida (1930–2006), römisch-katholischer Geistlicher, Erzbischof von Mariana
- Silvio Santos (1930–2024), Moderator und Medienunternehmer
- Elza Soares (1930–2022), Samba-Sängerin

### 1931–1940

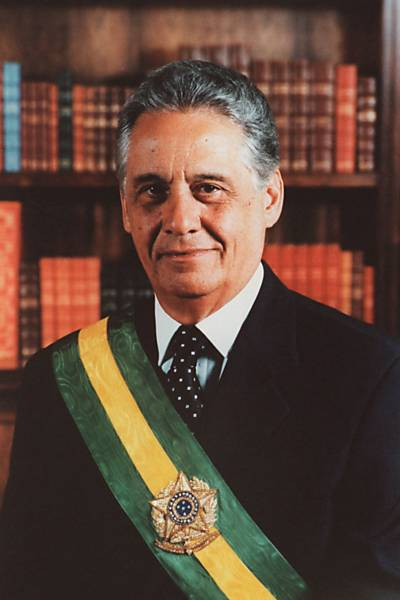
Fernando Henrique Cardoso
(* 1931)

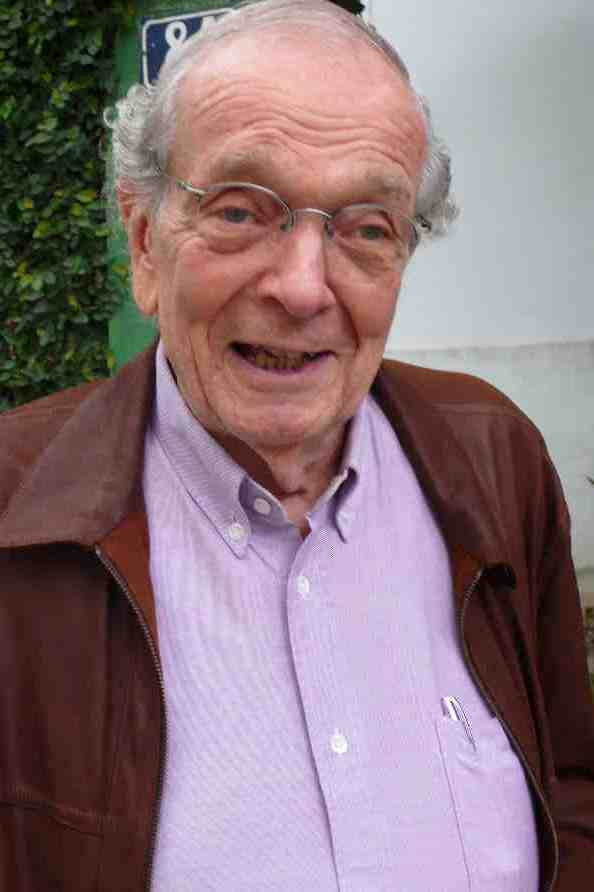
Alberto Dines
(1932–2018)

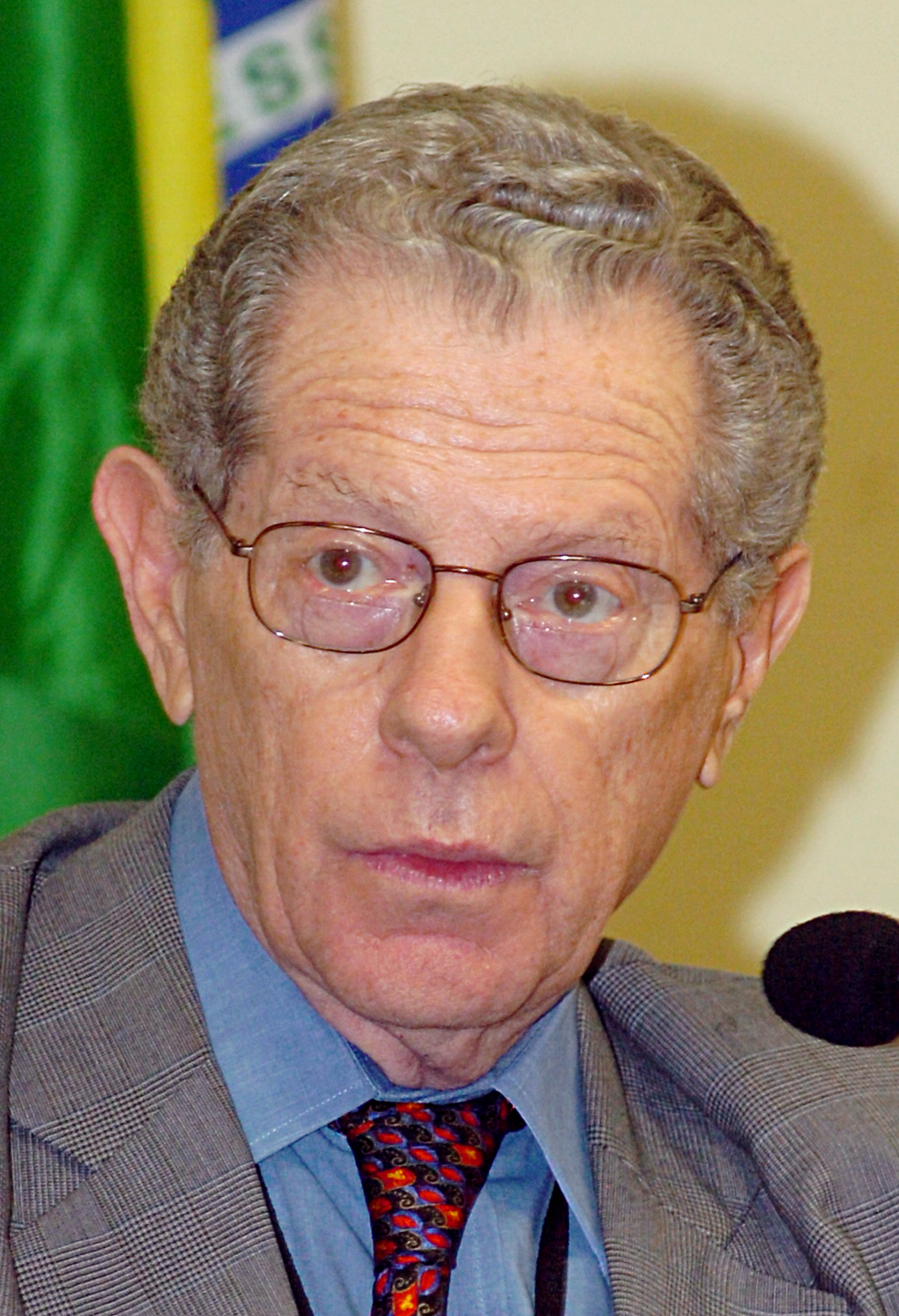
Arnaldo Niskier
(* 1935)

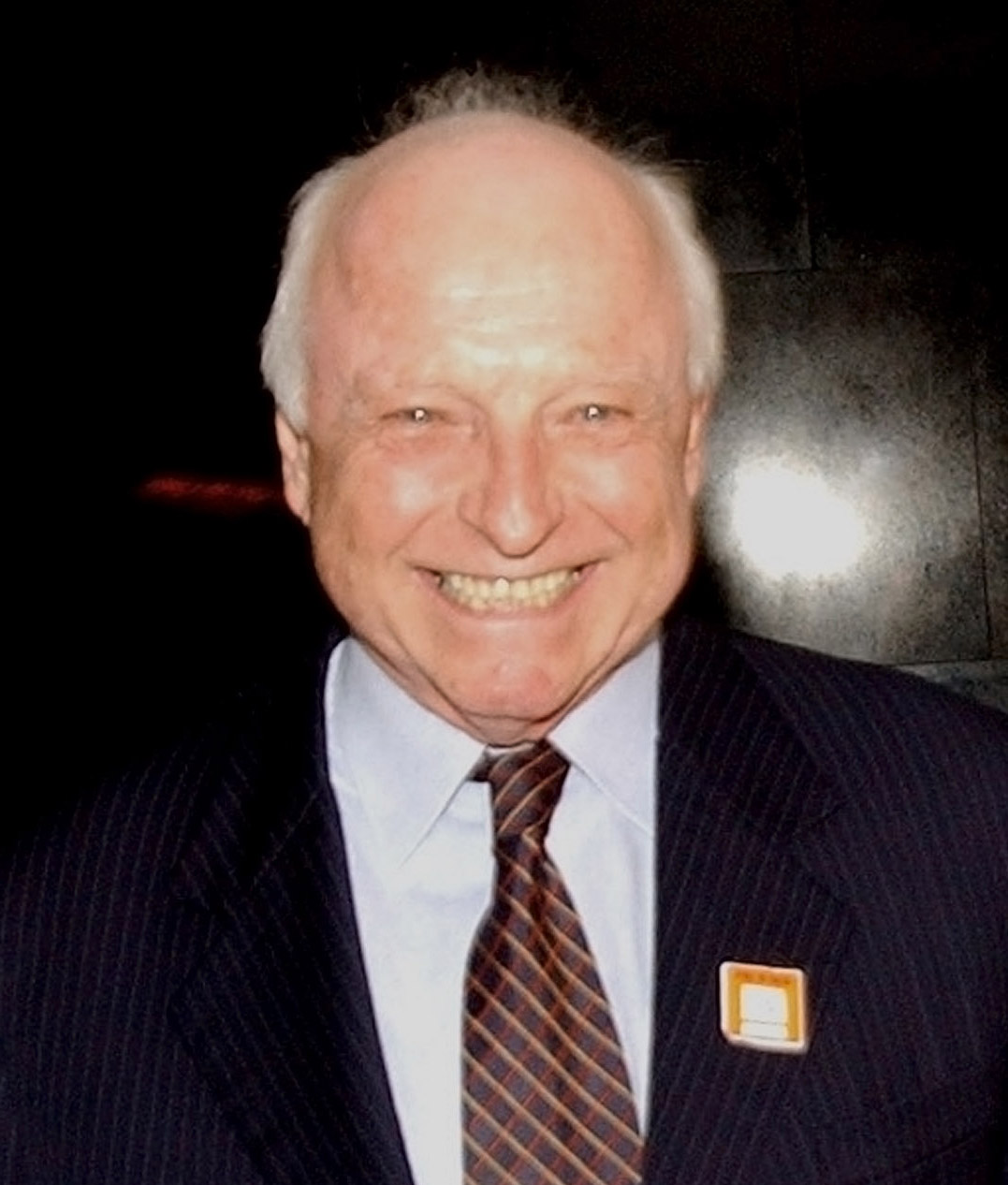
Jorge Gerdau Johannpeter
(* 1936)

#### 1931
- Augusto Boal (1931–2009), Erfinder des „Theaters der Unterdrückten“
- Fernando Henrique Cardoso (* 1931), Soziologe, Politiker und Präsident Brasiliens
- José Telles da Conceição (1931–1974), Leichtathlet
- Dino da Costa (1931–2020), brasilianisch-italienischer Fußballspieler und -trainer
- Geraldo Dantas de Andrade (1931–2021), römisch-katholischer Weihbischof in São Luís do Maranhão
- Antônio Leone (1931–2011), Fußballspieler
- Assis Lopes (* 1931), emeritierter römisch-katholischer Weihbischof in São Sebastião do Rio de Janeiro

#### 1932
- Antônio Carlos Diniz de Andrada (* 1932), Diplomat
- Alberto Dines (1932–2018), Journalist und Biograph von Stefan Zweig
- Maurício Einhorn (* 1932), Mundharmonika-Virtuose und Komponist
- Eugênio Izecksohn (1932–2013), Zoologe

#### 1933
- Rubens Bassini (1933–1985), Perkussionist
- Léa Garcia (1933–2023), Schauspielerin
- Garrincha (1933–1983), Fußball-Weltstar der 1950er und 1960er Jahre
- Henricão (1933–2023), Fußballspieler
- Carlos Lyra (1933–2023), Musiker
- Evaristo de Macedo (* 1933), Fußballspieler und -trainer
- Monarco (Hildemar Diniz, 1933–2021), Sänger und Komponist
- Celso José Pinto da Silva (1933–2018), römisch-katholischer Erzbischof von Teresina

#### 1934
- Sérgio Paulo Rouanet (1934–2022), Diplomat, Philosoph, Anthropologe, Übersetzer und Schriftsteller
- Raul de Souza (1934–2021), Jazzmusiker und Bandleader
- Sylvia Telles (1934–1966), Sängerin

#### 1935
- Milton Banana (1935–1999), Perkussionist
- Norma Bengell (1935–2013), Schauspielerin und Filmregisseurin
- Maurício Carneiro Magnavita (* 1935), Diplomat
- Arnaldo Niskier (* 1935), Journalist, Politiker und Schriftsteller
- Alano Maria Pena (* 1935), römisch-katholischer Erzbischof
- Azumir Veríssimo (1935–2012), Fußballspieler

#### 1936
- Luiz Eça (1936–1992), Musiker und Komponist
- Luiz Alfredo Garcia-Roza (1936–2020), Bestsellerautor
- Jorge Gerdau Johannpeter (* 1936), Unternehmer
- Álvaro Gurgel de Alencar Netto (1936–2006), Diplomat
- Wilson das Neves (1936–2017), Musiker
- Vera Pedrosa Martíns de Almeida (1936–2021), Diplomatin
- Darcy Silveira dos Santos (* 1936), Fußballspieler

#### 1937
- Jorge Bornhausen (* 1937), Politiker und Anwalt
- Sérgio Cabral (1937–2024), Journalist, Schriftsteller und Schauspieler
- Marcia Haydée (* 1937), internationale Ballettdirektorin und Choreografin
- Carlos Lamarca (1937–1971), Berufsoffizier
- Miúcha (1937–2018), Sängerin und Komponistin
- Hélio Oiticica (1937–1980), Künstler
- Nélida Piñon (1937–2022), Schriftstellerin
- Pery Ribeiro (1937–2012), Schauspieler und Sänger
- Aída dos Santos (* 1937), Leichtathletin
- Peter von Siemens (1937–2021), deutscher Industriemanager und Unternehmer aus der Familie Siemens

#### 1938
- Mario Brock (* 1938), brasilianisch-deutscher Neurochirurg
- Langhorne A. Motley (1938–2023), US-amerikanischer Wirtschaftsmanager und Diplomat
- Wilson Simonal (1938–2000), Sänger
- Jô Soares (1938–2022), Autor, Schauspieler, Fernsehmoderator, Dramaturg und Theaterregisseur

#### 1939
- Norma Blum (* 1939), Schauspielerin
- Hércules Brito Ruas (* 1939), Fußballspieler
- Bebeto Castilho (1939–2023), Musiker
- Irio De Paula (1939–2017), Gitarrist und Komponist
- Jorge Paulo Lemann (* 1939), brasilianisch-schweizerischer Investor und Bankier
- Carlos Lyra (1933–2023), Musiker
- Paulo Dyrceu Pinheiro (* 1939), Diplomat

#### 1940
- Wilfried Berk (* 1940), deutsch-brasilianischer Musiker
- Oscar Castro-Neves (1940–2013), Gitarrist, Arrangeur und Komponist
- João Fernandes (* 1940), US-amerikanischer Kameramann
- Arthur Moreira Lima (1940–2024), klassischer Pianist
- Affonso José Santos (* 1940), Diplomat
- Claudio Szenkar (1940–2002), Jazzmusiker und Songwriter

### 1941–1950

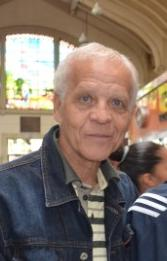
Ademir da Guia
(* 1942)

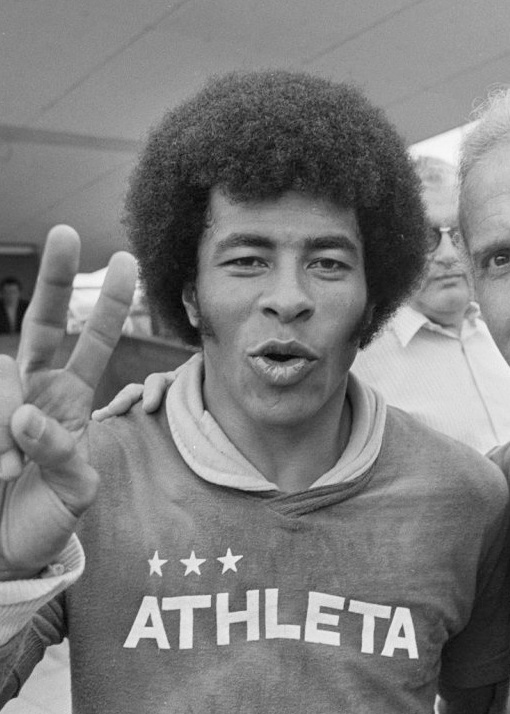
Jairzinho
(* 1944)

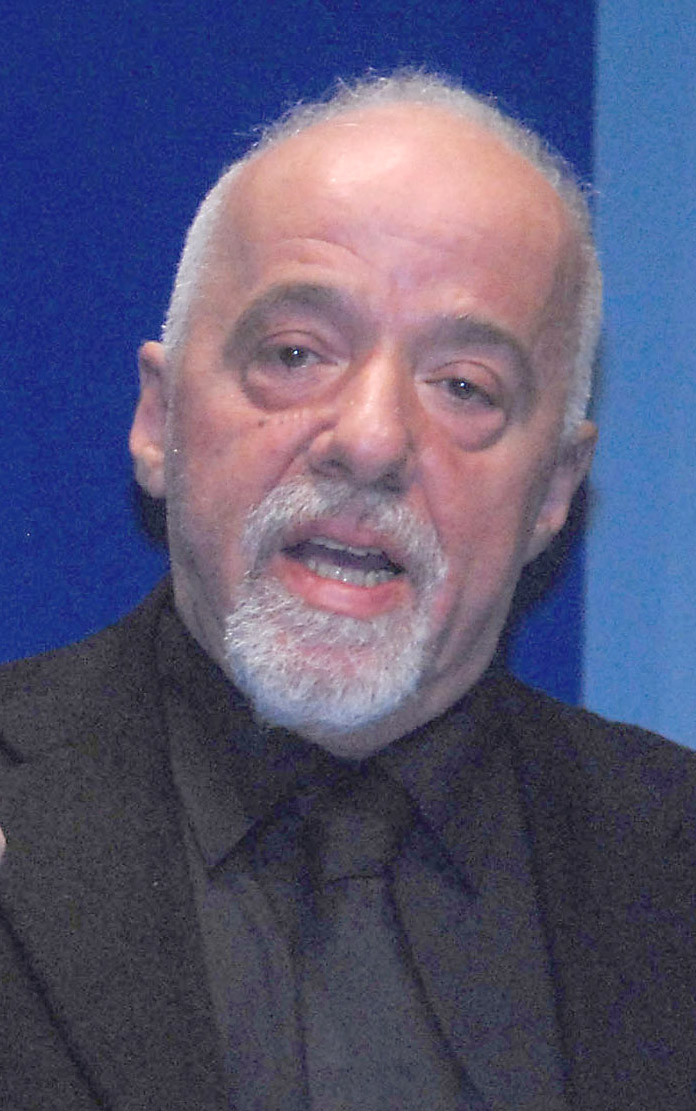
Paulo Coelho
(* 1947)

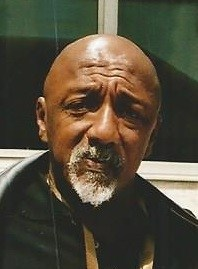
Paulo César Lima
(* 1949)

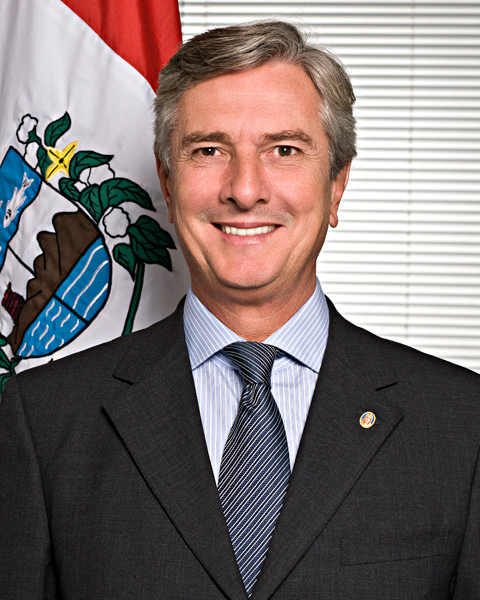
Fernando Collor de Mello
(* 1949)

#### 1941
- Affonso Beato (* 1941), Kameramann
- Friedrich Wilhelm Braun (1941–2025), Basketballspieler, Weltmeister
- Marshall Brickman (1941–2024), US-amerikanischer Drehbuchautor und Oscar-Preisträger
- Nana Caymmi (1941–2025), Sängerin
- Ana Maria Machado (* 1941), Schriftstellerin, Journalistin und Malerin
- Brian Michael Fraser Neele (* 1941), Diplomat
- Luiz Felipe Lampreia (1941–2016), Außenminister und Diplomat
- Sérgio Sant’Anna (1941–2020), Schriftsteller
- Robertinho Silva (* 1941), Schlagzeuger und Perkussionist
- Abel Verônico (* 1941), Fußballspieler

#### 1942
- Roberto Pinto Ferreira Mameri Abdenur (* 1942), Diplomat
- Jorge Antunes (* 1942), Komponist der Neuen Musik
- Eumir Deodato (* 1942), Arrangeur, Pianist und Produzent
- Ademir da Guia (* 1942), Fußballspieler und Politiker
- Tim Maia (1942–1998), Soul- und Funkmusiker
- Milton Nascimento (* 1942), Musiker und Komponist
- Flora Purim (* 1942), Jazz-Sängerin
- Paulinho da Viola (* 1942), Musiker, Sänger und Komponist
- Alba Zaluar (1942–2019), Anthropologin

#### 1943
- Aloisio Milanez Aguiar (1943–2016), Jazzpianist
- Leny Andrade (1943–2023), Sängerin
- Luiz Aquila (* 1943), Künstler
- Dori Caymmi (* 1943), Musiker
- José Artur Denot Medeiros (* 1943), Diplomat
- Clodoaldo Hugueney Filho (1943–2015), Diplomat
- Edu Lobo (* 1943), Sänger, Arrangeur und Komponist
- Carlos Alberto Parreira (* 1943), Fußballtrainer
- Marília Pêra (1943–2015), Schauspielerin
- Sérgio de Souza Fontes Arruda (* 1943), Diplomat

#### 1944
- Affonso Emilio de Alencastro Massot (* 1944), Diplomat
- Luiz Alves (* 1944), Kontrabassist und Komponist
- Chico Buarque (* 1944), Sänger und Schriftsteller
- Miguel Faria Jr. (* 1944), Filmregisseur
- Jairzinho (* 1944), Fußballspieler und -trainer
- Araquem de Melo (1944–2001), Fußballspieler
- Luiz Eduardo de Oliveira (* 1944), Comiczeichner und -autor
- Paulo Sérgio Pinheiro (* 1944), Rechtswissenschaftler
- Albano Reis, (1944–2004), Politiker und Themenparkbesitzer
- Renate Stille (* 1944), Diplomatin
- Carlos Alberto Torres (1944–2016), Fußballspieler
- José Roberto Wright (* 1944), Fußballschiedsrichter

#### 1945
- Guilherme Fausto da Cunha Bastos (* 1945), Diplomat
- Ademar da Silva Braga (* 1945), Fußballtrainer, bekannt als Ademar Braga
- Gilberto Braga (1945–2021), Drehbuchautor
- Jorge Ben Jor (* 1945), Popmusiker
- Ivan Lins (* 1945), Komponist, Pianist und Sänger
- César Maia (* 1945), Geschäftsmann und Politiker; dreimaliger Bürgermeister der Stadt Rio de Janeiro (1993–1997, 2001–2005 und 2005–2009)
- Eliana Pittman (* 1945), Sängerin
- Arthur Verocai (* 1945), Musiker, Sänger, Dirigent und Musikproduzent

#### 1946
- Beth Carvalho (1946–2019), Sängerin
- Nelson Falcão (* 1946), Regattasegler
- Vera Lúcia Machado (* 1946), Diplomatin
- Marcio Mattos (* 1946), Musiker und Keramiker
- Claudio Roditi (1946–2020), Jazztrompeter und -flügelhornist
- Dario José dos Santos (* 1946), Fußballspieler
- Milton Viera (* 1946), uruguayischer Fußballspieler

#### 1947
- Daniel Azulay (1947–2020), Comiczeichner, Autor und Fernsehmoderator
- Raul Campos e Castro (* 1947), Diplomat
- Paulo Coelho (* 1947), Schriftsteller und Bestsellerautor
- Roberto Mangabeira Unger (* 1947), Politologe und Jurist

#### 1948
- Sérgio Abreu (1948–2023), Gitarrist
- Rosa Freire d’Aguiar (* 1948), Journalistin und Übersetzerin
- Monica Bielenstein (* 1948), deutsche Schauspielerin und Synchronsprecherin
- Paulinho da Costa (* 1948), Perkussionist
- Hans Donner (* 1948), austrobrasilianischer Designer
- Cildo Meireles (* 1948), Konzeptkünstler
- Sérgio Vieira de Mello (1948–2003), Politiker, UN-Hochkommissar für Menschenrechte
- Ronaldo Miranda (* 1948), Musikkritiker und Komponist
- Valter Pecly Moreira (* 1948), Diplomat
- Joyce Moreno (* 1948), Sängerin, Songwriterin
- Ellen Gracie Northfleet (* 1948), Juristin
- Jennifer O’Neill (* 1948), US-amerikanische Filmschauspielerin und Fotomodell brasilianischer Herkunft
- Joel Santana (* 1948), Fußballspieler und -trainer
- Lidia Santos (* 1948), Literaturwissenschaftlerin

#### 1949
- Jorge Aragão (* 1949), Pagode-Musiker, Sänger und Komponist
- Fred (1949–2022), Fußballspieler
- Paulo Guedes (* 1949), Ökonom und Wirtschaftsminister
- Edson de Castro Homem (* 1949), römisch-katholischer Geistlicher und Bischof von Iguatu
- Belita Koiller (* 1949), Physikerin und Hochschullehrerin
- Paulo César Lima (* 1949), Fußballspieler
- Glória Maria (1949–2023), Journalistin, Reporterin und Moderatorin des Fernsehsenders TV Globo
- Fernando Collor de Mello (* 1949), Politiker und von 1990 bis 1992 Präsident Brasiliens
- Zé Mário (* 1949), Fußballspieler und -trainer

#### 1950
- Cesarius Alvim (* 1950), Jazzmusiker
- Almir Chediak (1950–2003), Gitarrist, Komponist und Musikproduzent
- Elisa Fernandes (1950–1993), TV- und Theaterschauspielerin
- Guinga (* 1950), Komponist und Gitarrist
- Nelinho (* 1950), Fußballspieler
- Oswaldo de Oliveira (* 1950), Fußballtrainer

### 1951–1960

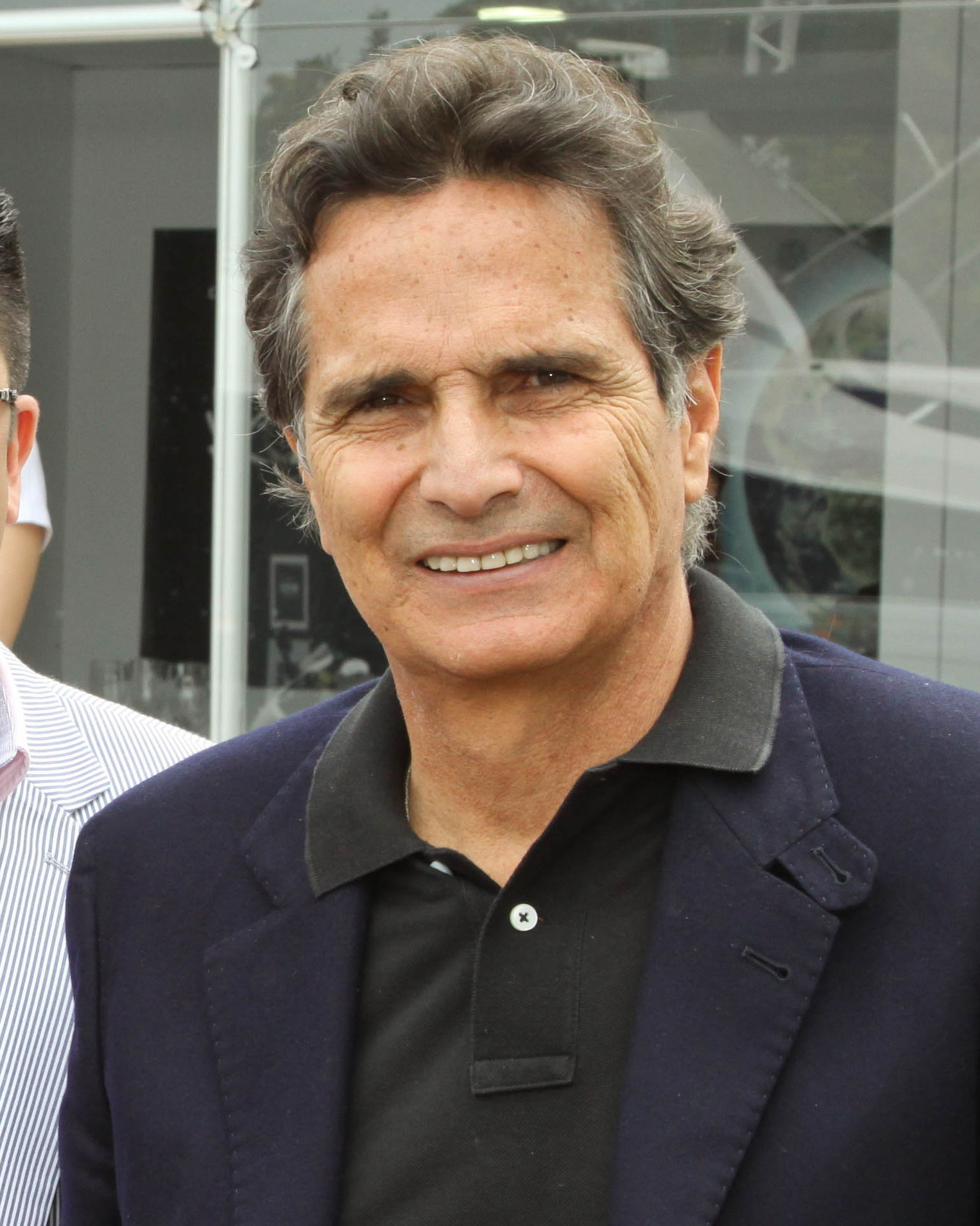
Nelson Piquet
(* 1952)

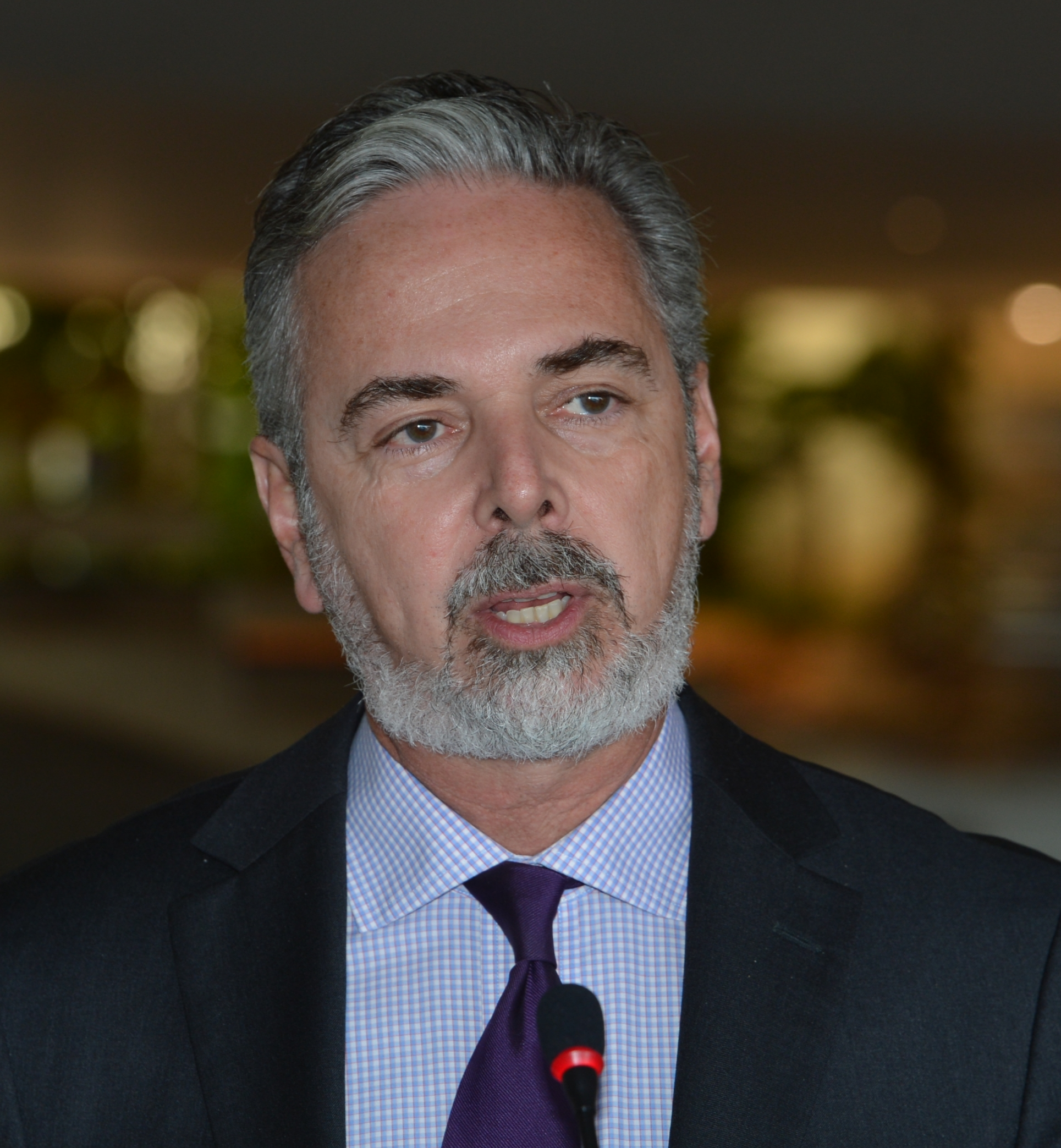
Antonio Patriota
(* 1954)

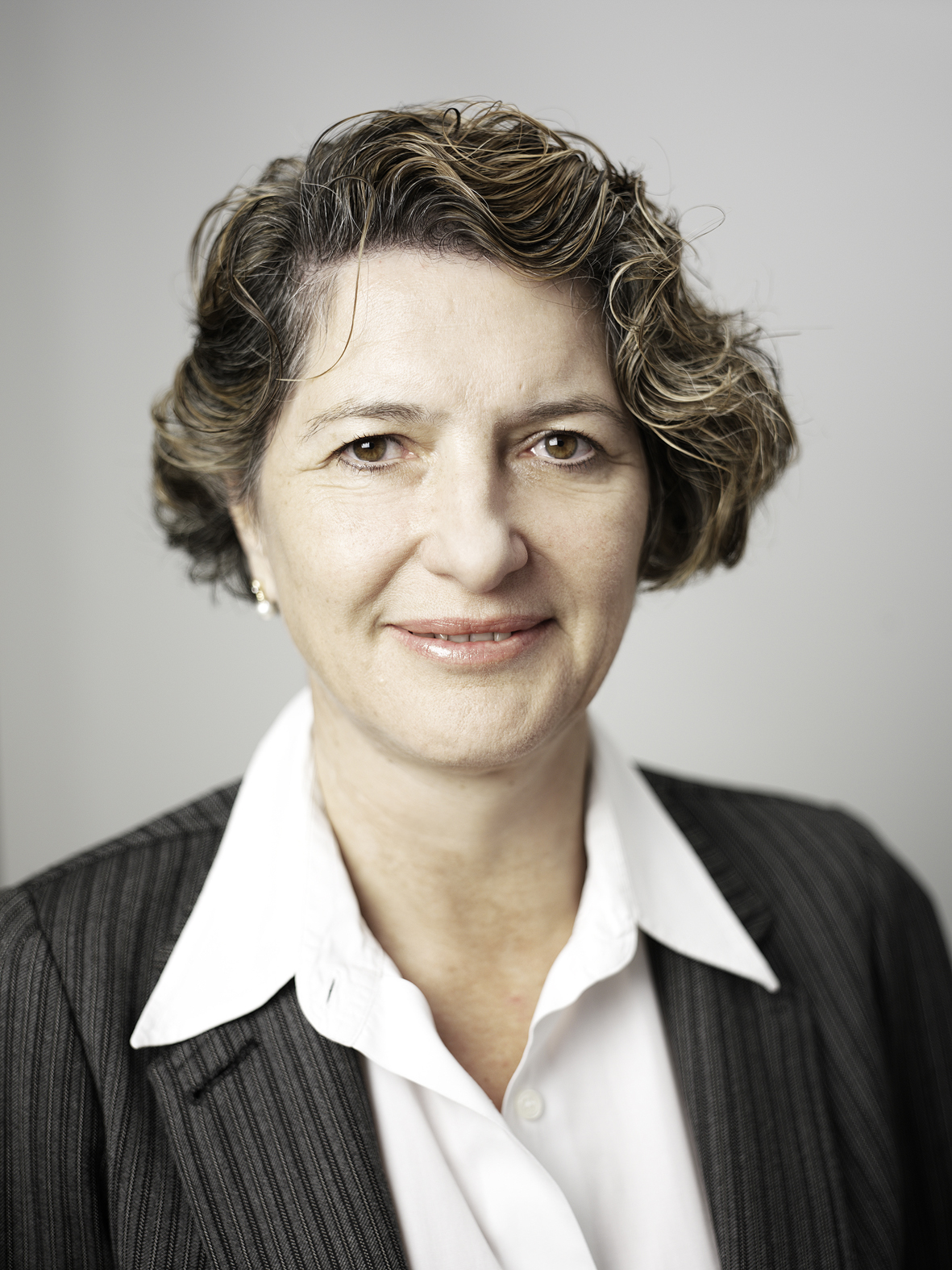
Erika Burtscher
(* 1956)

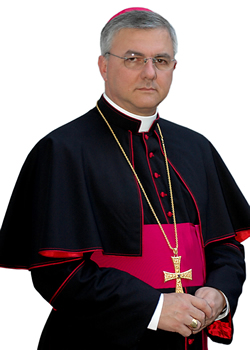
Edney Gouvêa Mattoso
(* 1957)

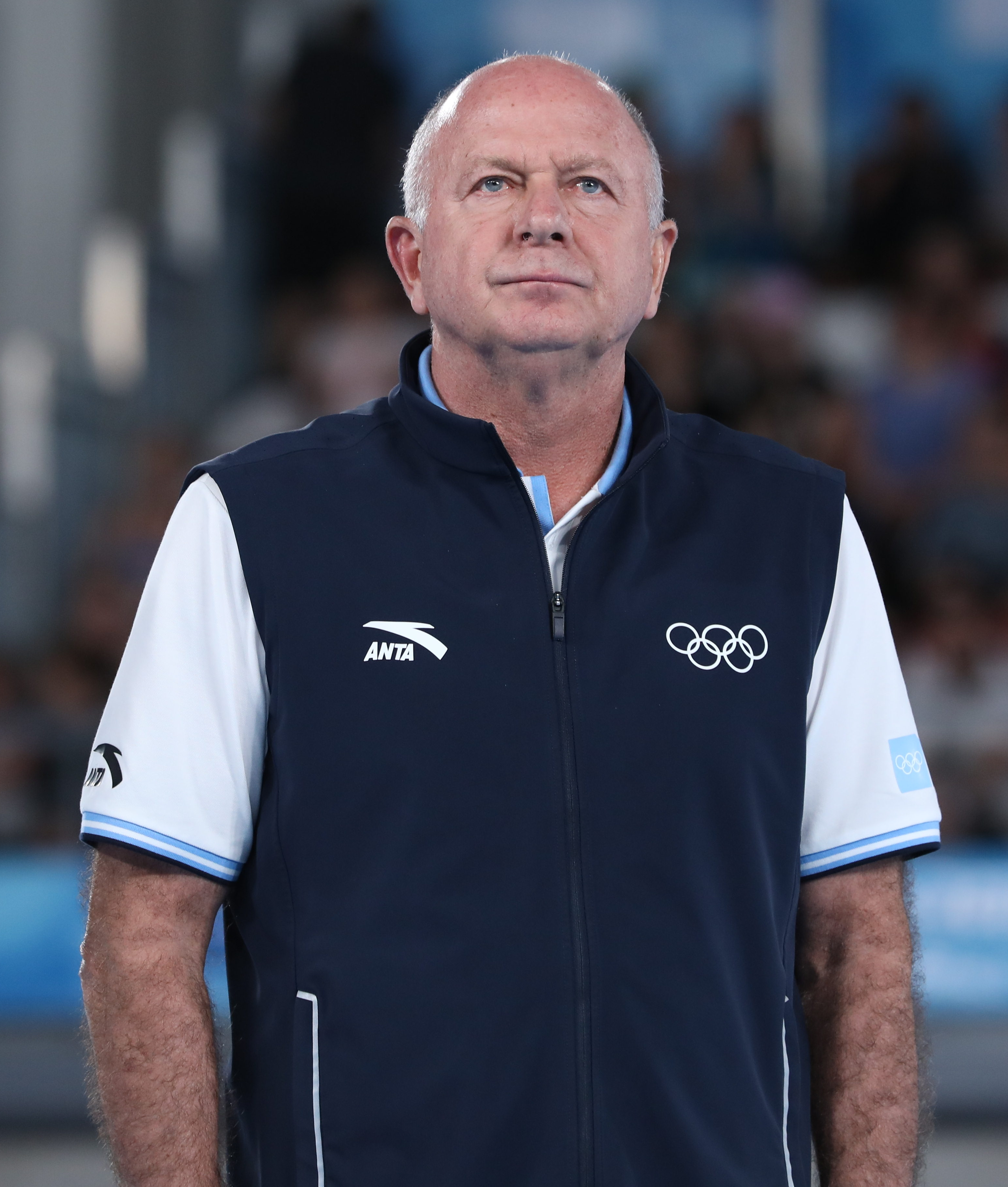
Bernard Rajzman
(* 1957)

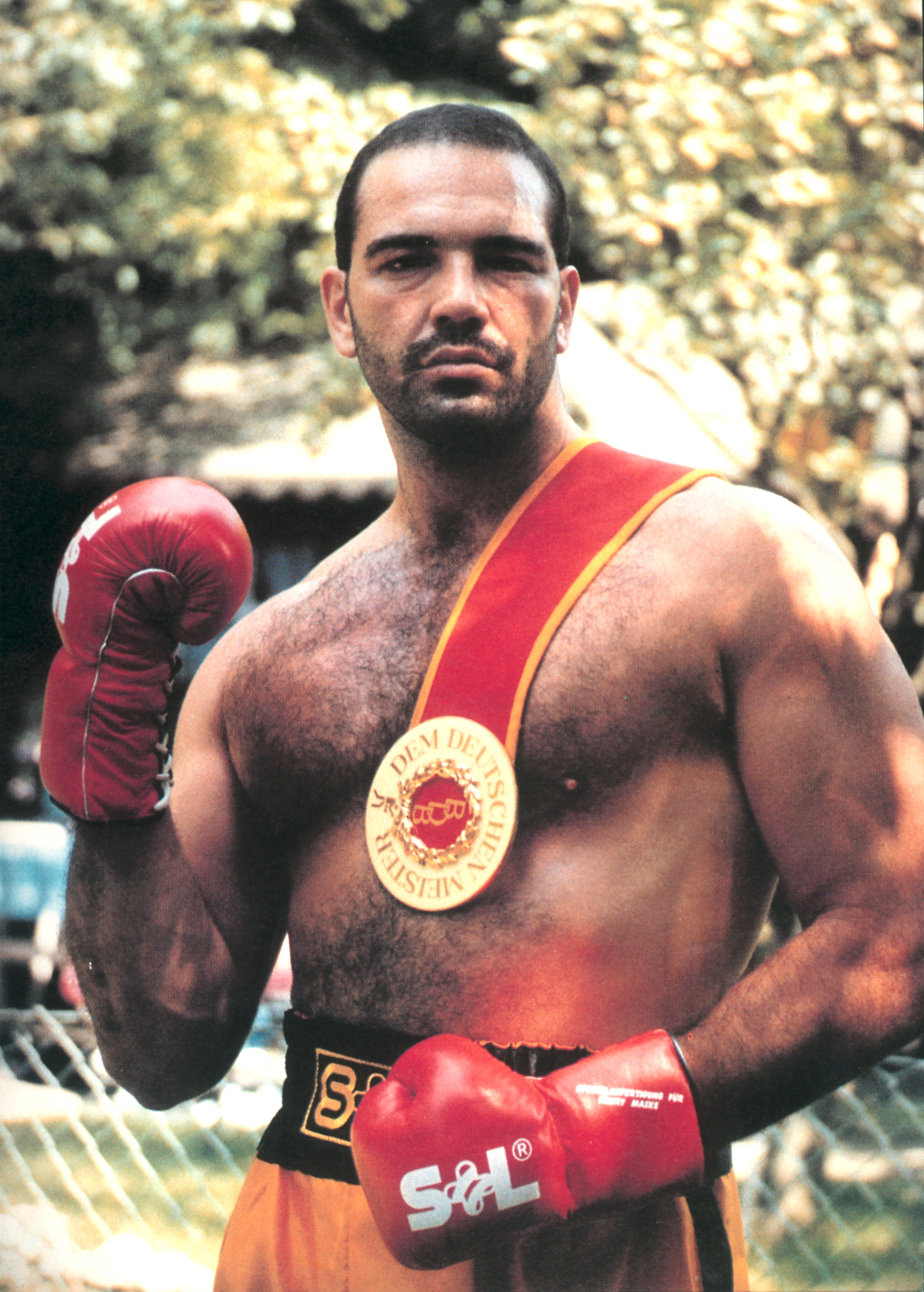
Mario Guedes
(* 1958)

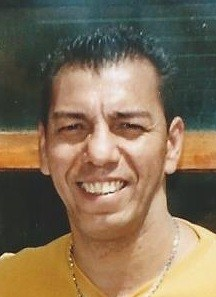
Carlos Mozer
(* 1960)

#### 1951
- Paulo Henriques Britto (* 1951), Übersetzer und Dichter
- Duduka da Fonseca (* 1951), Schlagzeuger
- Carlos Roberto Maciel Levy (* 1951), Kunstkritiker und Kunsthistoriker
- André Lara Resende (* 1951), Bankier und Automobilrennfahrer
- Jaques Wagner (* 1951), Politiker

#### 1952
- Abel Braga (* 1952), Fußballspieler und -trainer
- Nelson Piquet (* 1952), Automobilrennfahrer
- Ney Rosauro (* 1952), Komponist, Marimbavirtuose und Dirigent
- Antonio Carlos Secchin (* 1952), Schriftsteller und Literaturprofessor

#### 1953
- Loalwa Braz (1953–2017), Sängerin und Songwriterin
- Jorge Degas (* 1953), dänischer Bassist und Komponist brasilianischer Herkunft
- Percy Lehmann (1953–2023), deutscher Dermatologe und Hochschullehrer
- José Roberto de Almeida Pinto (* 1953), Diplomat
- Lulu Santos (* 1953), Sänger, Gitarrist und Komponist
- Zico (* 1953), Fußballspieler und -trainer

#### 1954
- Ricardo Ferretti (* 1954), Fußballspieler und -trainer
- Paulo Sérgio de Oliveira Lima (* 1954), Fußballspieler
- Jaques Morelenbaum (* 1954), Cellist, Komponist, Arrangeur, Dirigent und Musikproduzent
- Antonio Patriota (* 1954), Politiker
- Joel Portella Amado (* 1954), römisch-katholischer Geistlicher, Bischof von Petrópolis
- Jorge José Emiliano dos Santos (1954–1995), Fußballschiedsrichter
- Ronaldo Senfft (* 1954), Regattasegler
- Marcos Silva (* 1954), Fusionmusiker und Arrangeur

#### 1955
- Bruno Barreto (* 1955), Regisseur, Filmproduzent und Drehbuchautor
- Edgar Duvivier (* 1955), Bildhauer, Maler, Illustrator, Saxophonist, Klarinettist und Komponist
- Edinho Nazareth Filho (* 1955), Fußballspieler und -trainer
- Romero Lubambo (* 1955), Jazzgitarrist
- Aloísio Jorge Pena Vitral (* 1955), römisch-katholischer Bischof von Sete Lagoas
- Maria Laura da Rocha (* 1955), Diplomatin
- Sandra de Sá (* 1955), Sängerin und Komponistin
- Flora Süssekind (* 1955), Literaturwissenschaftlerin

#### 1956
- Paulo Autuori (* 1956), Fußballtrainer
- Celso Blues Boy (1956–2012), Singer-Songwriter und Gitarrist
- Erika Burtscher (* 1956), österreichische Politikerin (ÖVP) und Lehrerin
- João Carlos (* 1956), Fußballtrainer
- Carla Guagliardi (* 1956), bildende Künstlerin
- Armando Marçal (* 1956), Perkussionist
- Dalva Maria Carvalho Mendes (* 1956), Medizinerin und Konteradmiral
- Adílio de Oliveira Gonçalves (1956–2024), Fußballspieler
- Walter Salles (* 1956), Filmregisseur, Drehbuchautor und Filmproduzent

#### 1957
- Zsófia Bán (* 1957), ungarische Schriftstellerin, Essayistin und Literaturkritikerin
- Fábio Barreto (1957–2019), Filmemacher
- Mestre Braga (* 1957), Kampfsportler und Begründer der Capoeira Angola
- Sidney Chalhoub (* 1957), Historiker
- Lauro Corona (1957–1989), Schauspieler
- Joanna (* 1957), Sängerin
- Guilherme Karan (1957–2016), Schauspieler
- Edney Gouvêa Mattoso (* 1957), römisch-katholischer Geistlicher, Bischof von Nova Friburgo
- Bernard Rajzman (* 1957), Sportfunktionär und Volleyballspieler
- Ruy Ramos (* 1957), brasilianisch-japanischer Fußballspieler
- Nelson Antonio Tabajara de Oliveira (* 1957), Botschafter
- Nelson Teich (* 1957), Onkologe und Gesundheitsminister

#### 1958
- Daniel Adler (* 1958), Regattasegler
- Pedro Amorim (* 1958), Choromusiker, Mandoline und Gitarre
- Ronaldo Folegatti (* 1958), Komponist und Gitarrist
- Mario Guedes (* 1958), deutsch-portugiesischer Schwergewichtsboxer
- Marcelo Lago (* 1958), Bildhauer und Objektkünstler
- Ulisses Leite Gomes (* 1958), Ichthyologe
- Paulo Lins (* 1958), Schriftsteller
- Norton de Andrade Mello Rapesta (* 1958), Diplomat
- Tita (* 1958), Fußballspieler

#### 1959
- Henrique Cazes (* 1959), Cavaquinhospieler, Komponist und Arrangeur sowie Radiomoderator
- Izabela Maria Furtado Kestler (1959–2009), Germanistin
- Roberto Moreno (* 1959), Automobilrennfahrer
- Zeca Pagodinho (* 1959), Samba-Musiker, Sänger sowie Textschreiber
- Eliane Rodrigues (* 1959), Pianistin
- Sewell Whitney (* 1959), US-amerikanischer Schauspieler

#### 1960
- Carlos Brito (* 1960), Manager
- Bernardo Carvalho (* 1960), Autor und Journalist
- Beatriz Milhazes (* 1960), Künstlerin
- Carlos Mozer (* 1960), Fußballspieler und -trainer
- Eduardo Penido (* 1960), Regattasegler
- Renato Russo (1960–1996), Sänger und Komponist
- Isabel Salgado (1960–2022), Beachvolleyballspielerin

### 1961–1970

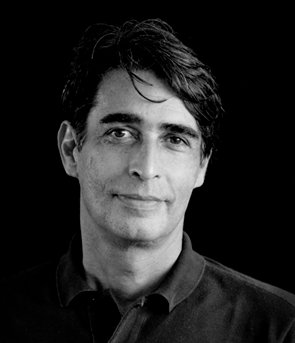
Aluizio Abranches
(* 1961)

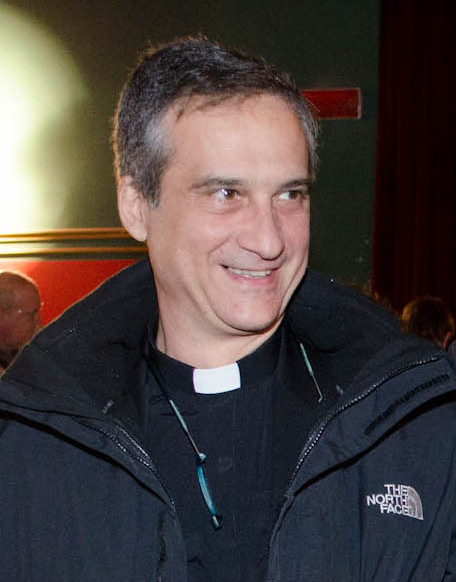
Dario Edoardo Viganò
(* 1962)

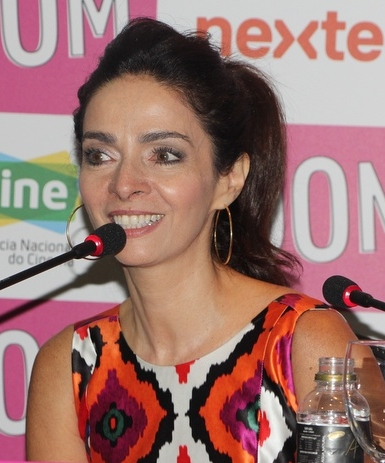
Cláudia Ohana
(* 1963)

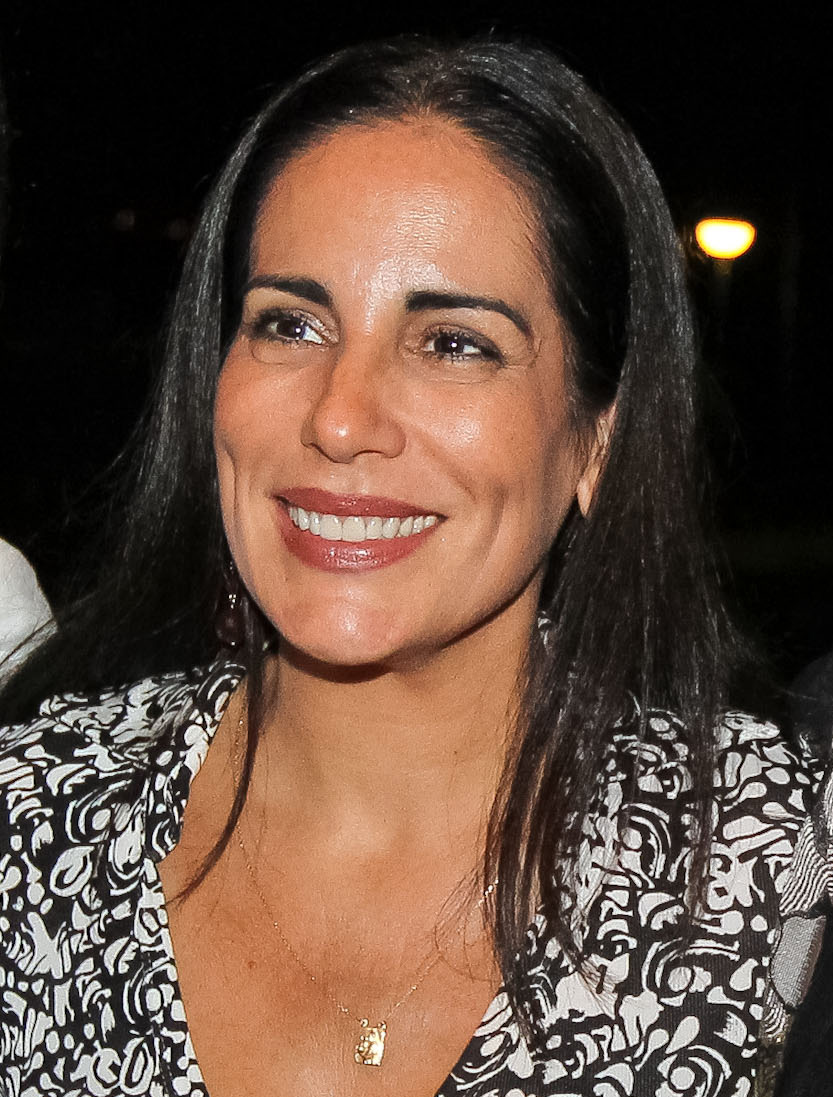
Glória Pires
(* 1963)

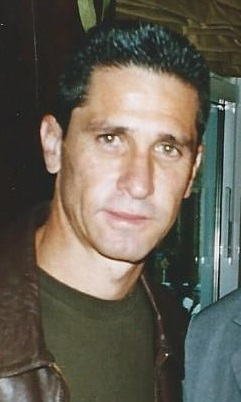
Jorge José de Amorim Campos
(* 1964)

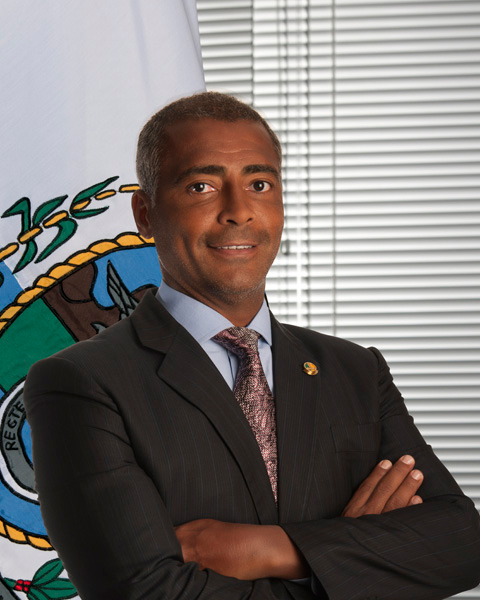
Romário
(* 1966)

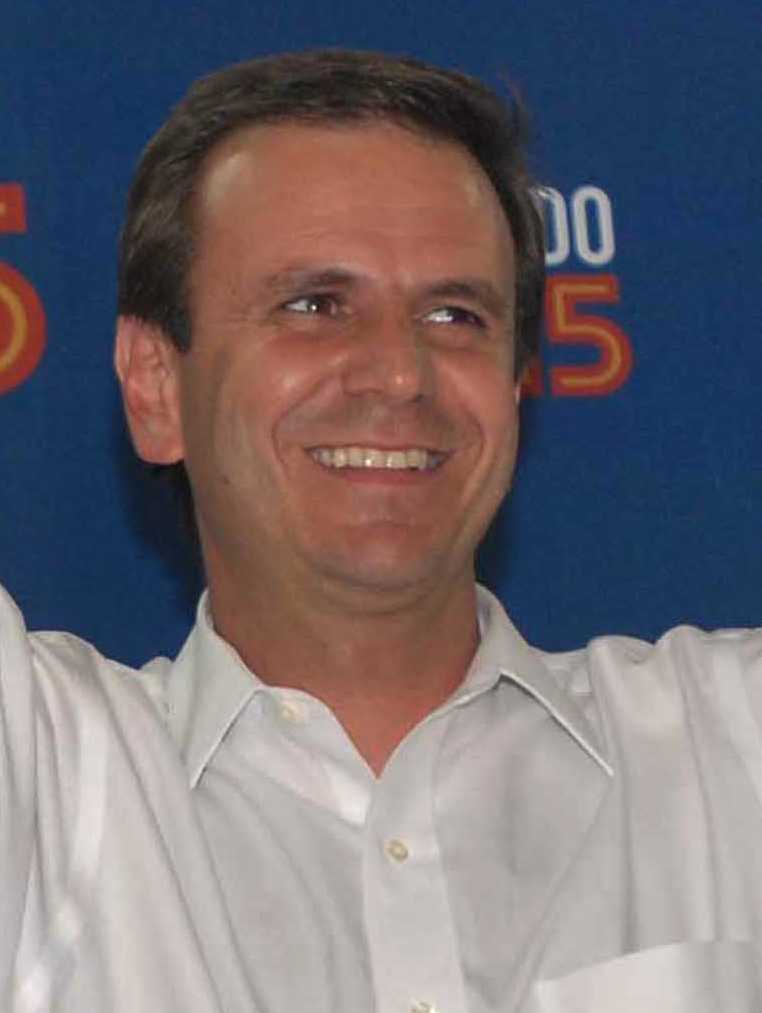
Eduardo Paes
(* 1969)

#### 1961
- Aluizio Abranches (* 1961), Filmregisseur
- Deborah Colker (* 1961), Tänzerin und Choreografin
- José Feghali (1961–2014), Pianist und Musikpädagoge
- Ângela Figueiredo (* 1961), Schauspielerin
- Alexandre Gama (* 1968), Fußballspieler und -trainer
- Josimar (* 1961), Fußballspieler
- Alexandre Murucci (* 1961), Künstler
- Antônio Carlos Cruz Santos MSC (* 1961), römisch-katholischer Bischof
- Marcos Soares (* 1961), Regattasegler
- Jurema Werneck (* 1961), Ärztin, Autorin und Menschenrechtsaktivistin

#### 1962
- Bussunda (1962–2006), Komiker
- José Carlos da Costa Araújo (1962–2009), Fußballtorwart
- Cássia Eller (1962–2001), Sängerin
- Jorge Fernandes (* 1962), Schwimmer
- Eduardo Galvão (1962–2020), Schauspieler
- Eduardo Kac (* 1962), Künstler
- Darcy Lima (* 1962), Schachgroßmeister, -funktionär, -herausgeber und -lehrer
- Paula Morelenbaum (* 1962), Sängerin
- Jackie Silva (* 1962), Beachvolleyballspielerin, Weltmeisterin und Olympiasiegerin
- Marcelo Viana (* 1962), Mathematiker
- Dario Edoardo Viganò (* 1962), italienischer römisch-katholischer Geistlicher und Kommunikationswissenschaftler; Direktor des vatikanischen Fernsehzentrums CTV
- Catia Werneck (* 1962), Sängerin

#### 1963
- Maucha Adnet (* 1963), Sängerin
- Davi Cortes da Silva (* 1963), Fußballspieler
- Thomas Erdos (* 1963), Automobilrennfahrer
- Sérgio Cabral Filho (* 1963), Journalist und Politiker
- Marco Lucchesi (* 1963), Schriftsteller, Lyriker und Übersetzer
- DJ Marlboro (* 1963), DJ des Rio Funk
- Anna Christina Nobre (* 1963), Neurowissenschaftlerin
- Cláudia Ohana (* 1963), Schauspielerin
- Glória Pires (* 1963), Schauspielerin und Sängerin
- Claudia Roquette-Pinto (* 1963), Autorin und Übersetzerin
- Bárbara Santos (* 1963), Autorin, Schauspielerin und Filmschaffende
- Marcos Suzano (* 1963), Perkussionist

#### 1964
- Rafael Cardoso (* 1964), Schriftsteller und Kunsthistoriker
- Pedro Cunha Cruz (* 1964), römisch-katholischer Bischof
- Ricardo Gomes (* 1964), Fußballtrainer und -spieler
- Guga (* 1964), Fußballspieler
- Jorginho (* 1964), Fußballspieler
- Ernesto Neto (* 1964), Bildender Künstler
- Arnaldo da Silva (* 1964), Sprinter
- Robson da Silva (* 1964), Sprinter und Olympiadritter
- Dalton Vigh (* 1964), Schauspieler

#### 1965
- Flávio Campos (* 1965), Fußballspieler
- Fernanda Torres (* 1965), Schauspielerin

#### 1966
- Roque Costa Souza (* 1966), römisch-katholischer Weihbischof in Rio de Janeiro
- Nando (* 1966), Fußballspieler* Bruno Rangel (* 1966), Dartspieler
- Ana Richa (* 1966),  Volleyball- und Beachvolleyballspielerin
- Romário (* 1966), Fußballspieler und Politiker
- Gilson Andrade da Silva (* 1966), römisch-katholischer Geistlicher, Bischof von Nova Iguaçu

#### 1967
- Marcelo Andrade (* 1967), Serienmörder
- Marcelo D2 (* 1967), Rapper
- Samuel Ferreira de Lima (* 1967), Weihbischof in Manaus
- Marisa Monte (* 1967), Sängerin
- José Padilha (* 1967), Regisseur, Dokumentarfilmer und Produzent
- Antonio Pinto (* 1967), Filmkomponist
- Mônica Rodrigues (* 1967), Beachvolleyballspielerin
- Øystein Slettemark (* 1967), grönländischer Biathlet und Langläufer

#### 1968
- Carlos Latuff (* 1968), Cartoonist und Karikaturist
- Eduardo Moscovis (* 1968), Schauspieler
- Marcos Rocha, Politiker, Gouverneur von Rondônia
- Carlos Saldanha (* 1968), Regisseur
- Alex Da Silva (* 1968), Tänzer und Choreograph
- Olga de Souza (* 1968), Sängerin

#### 1969
- Patrícia Amorim (* 1969), Schwimmerin und Fußballsportfunktionärin
- Adriana Behar (* 1969), Beachvolleyballspielerin; zweifache Weltmeisterin
- Franklin Bittencourt (* 1969), Fußballspieler und -trainer
- Drica Moraes (* 1969), Schauspielerin
- Eduardo Paes (* 1969), Politiker und von 2009 bis 2016 Bürgermeister von Rio de Janeiro
- Eduardo Riedel (* 1969), Politiker und Gouverneur von Mato Grosso do Sul

#### 1970
- Cássio Alves de Barros (* 1970), Fußballspieler
- Marcos Bernstein (* 1970), Drehbuchautor und Filmregisseur
- Malcolm Braff (* 1970), Schweizer Jazzpianist und Spieleautor
- Indio da Costa (* 1970), Anwalt und Politiker
- Marc-Kevin Goellner (* 1970), deutscher Tennisspieler
- Adriana Lisboa (* 1970), Schriftstellerin
- Isabella Parkinson (* 1970), Theater- und Filmschauspielerin
- Alexandre Ramos Samuel (* 1970), Volleyball- und Beachvolleyballspieler

### 1971–1980

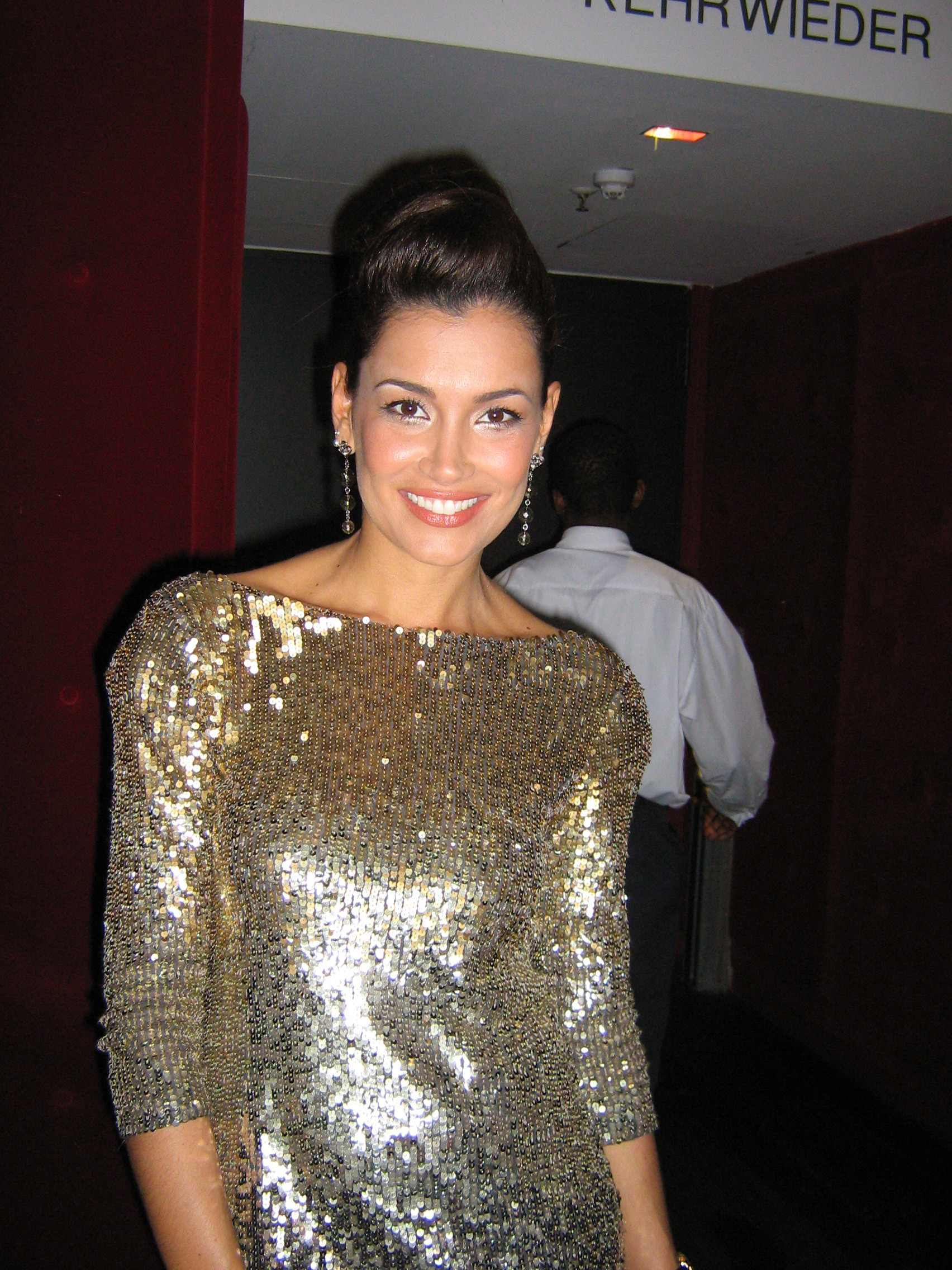
Jana Ina
(* 1976)

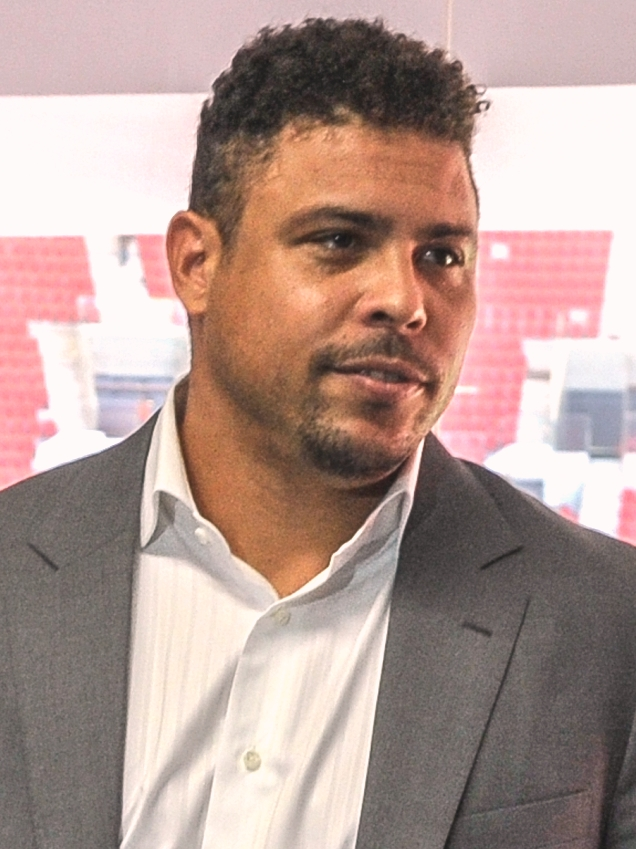
Ronaldo
(* 1976)

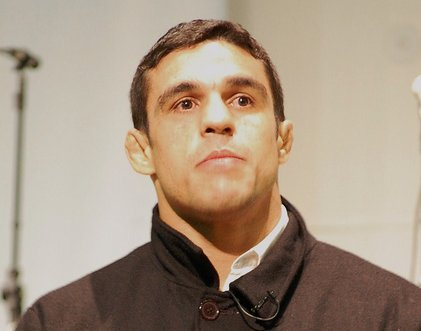
Vitor Belfort
(* 1977)

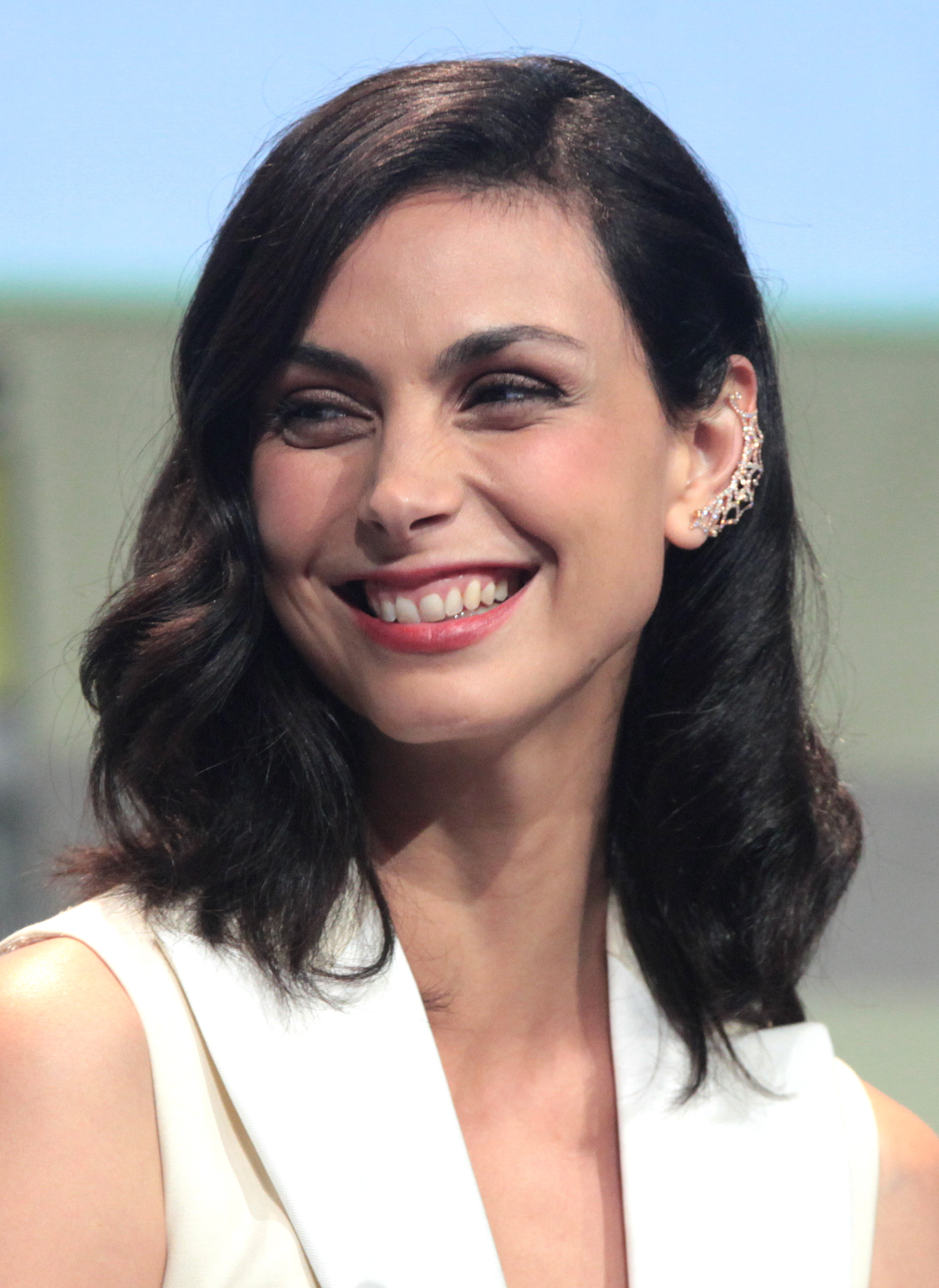
Morena Baccarin
(* 1979)

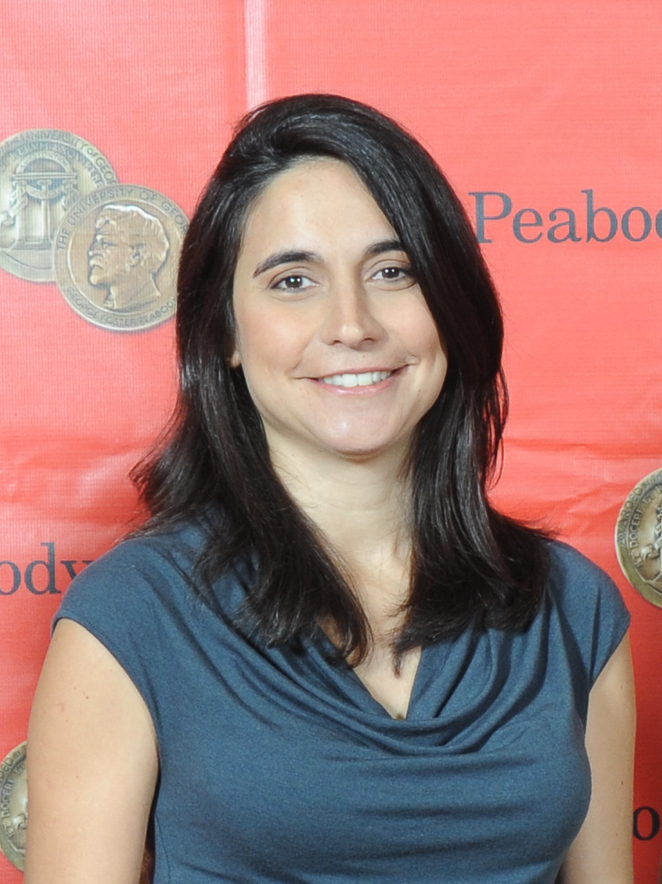
Julia Bacha
(* 1980)

#### 1971
- Eduardo Bacil (* 1971), Volleyball- und Beachvolleyballspieler
- Rogério Lourenço (* 1971), Fußballspieler und -trainer
- Kay Lyra (* 1971), Musikerin
- Alexandre Awi Mello (* 1971), Ordensgeistlicher, Professor, Sekretär des Dikasteriums für Laien, Familie und Leben

#### 1972
- Alexandra Araujo (* 1972), italienische Wasserballspielerin
- Cafú (* 1972), Fußballspieler
- Emerson Moisés Costa (* 1972), Fußballspieler
- Max Sandro (* 1972), Fußballspieler und -trainer
- Serginho (* 1972), Fußballspieler
- Amon Tobin (* 1972), Musiker und DJ

#### 1973
- Marcio Borges (* 1973), Fußballspieler
- Bruno Campos (* 1973), Schauspieler
- Leticia Carvalho (* 1973), Ozeanographin
- Glaube Feitosa (* 1973), K-1-Kämpfer
- Andréa Huguenin Botelho (* 1973), Dirigentin
- Ivan (* 1973), Fußballspieler
- Crisaide Mendes Jones (* 1973), Schauspielerin und Balletttänzerin
- Sandra Pires (* 1973), Beachvolleyballspielerin
- Rodrigo (* 1973), Fußballspieler

#### 1974
- Ricardo Frederico Rodrigues Antunes (* 1974), Fußballspieler
- Nalbert Bitencourt (* 1974), Volleyballspieler
- Rodrigo Carbone (* 1974), Fußballspieler
- Alexandre Kassin (* 1974), Musikproduzent
- Cristian Machado (* 1974), Sänger
- MV Bill (* 1974), Rapper
- Kiko Pellicano (* 1974), Regattasegler
- Edoson Silva Martins (* 1974), Fußballspieler

#### 1975
- Tarcísio de Freitas (* 1975), Politiker
- Siqueira Luciano (* 1975), Fußballspieler
- Marcelo Machado (* 1975), Basketballspieler
- Donna Vargas (* 1975), Schauspielerin, Pornodarstellerin und Produzentin

#### 1976
- Giovanna Antonelli (* 1976), Schauspielerin und Sängerin
- Jana Ina Berenhauser (* 1976), Moderatorin, Schauspielerin und Model
- Idalina Borges Mesquita (* 1976), Handballspielerin
- Cacá Bueno (* 1976), Rennfahrer
- Bob Burnquist (* 1976), Skateboarder
- Hamilton de Holanda (* 1976), Mandolinenspieler, Komponist
- Antônio Francisco Bonfim Lopes (* 1976), Drogenhändler
- Gilberto da Silva Melo (* 1976), Fußballspieler
- Francisco Neri (* 1976), Fußballspieler
- Raquel Peixoto (* 1976), Meeresbiologin und Hochschullehrerin
- Ronaldo (* 1976), Fußballspieler
- Leonardo dos Santos Silva (* 1976), Fußballspieler und -trainer

#### 1977
- Arthur Antunes Coimbra Junior (* 1977), Fußballspieler
- Athirson (* 1977), Fußballspieler
- Mehmet Aurélio (* 1977), Fußballspieler
- Vitor Belfort (* 1977), MMA-Kämpfer
- Marco Brito (* 1977), Fußballspieler
- Igor Figueiredo (* 1977), Snookerspieler
- Vanilda Leão (* 1977), Beachvolleyballspielerin
- Dunia Montenegro (* 1977), Pornodarstellerin
- Leonardo Neiva (* 1977), Fußballtrainer
- Andrew Parsons (* 1977), Sportfunktionär
- Bruno Quadros (* 1977), Fußballspieler und -trainer
- Gabrielle Rose (* 1977), brasilianisch-US-amerikanische Schwimmerin

#### 1978
- MC Créu (* 1978), Musikproduzent und DJ
- João Paulo Cuenca (* 1978), Schriftsteller
- Carolina Dieckmann (* 1978), brasilianische Schauspielerin und Sängerin deutscher Herkunft
- Leandro Firmino (* 1978), Schauspieler
- George dos Santos Paladini (* 1978), Fußballspieler
- Antônio da Silva (* 1978), Fußballspieler

#### 1979
- Artur Ávila (* 1979), brasilianisch-französischer Mathematiker
- Morena Baccarin (* 1979), Schauspielerin
- Bruno Cabrerizo (* 1979), Fußballspieler
- Júlio César (* 1979), Fußballtorwart
- Marielle Franco (1979–2018), Politikerin und Menschenrechtlerin
- Cristiano de Lima (1979–2004), Fußballspieler
- Joílson Rodrigues Macedo (* 1979), Fußballspieler
- Sabrina Malheiros (* 1979), Sängerin
- Rodrigo Ribeiro (* 1979), Rennfahrer
- Juan (* 1979), Fußballspieler
- Deborah Fialho Secco (* 1979), Schauspielerin
- Eduardo Adelino da Silva (* 1979), Fußballspieler
- Josiane Tito (* 1979), Sprinterin und Mittelstreckenläuferin
- Jair Ventura (* 1979), Fußballspieler

#### 1980
- Hugo Henrique Assis do Nascimento (* 1980), Fußballspieler
- Julia Bacha (* 1980), Dokumentarfilmemacherin
- Júlio César Rocha Costa (* 1980), Fußballspieler
- Fabrizio Moretti (* 1980), Schlagzeuger
- Cássio José de Abreu Oliveira (Cássio; * 1980), Fußballspieler
- Fernando Santos (Fernando; * 1980), Fußballspieler
- Anselmo Tadeu Silva do Nascimento (Anselmo; * 1980), Fußballspieler
- Juliana Veloso (* 1980), Wasserspringerin

### 1981–1990

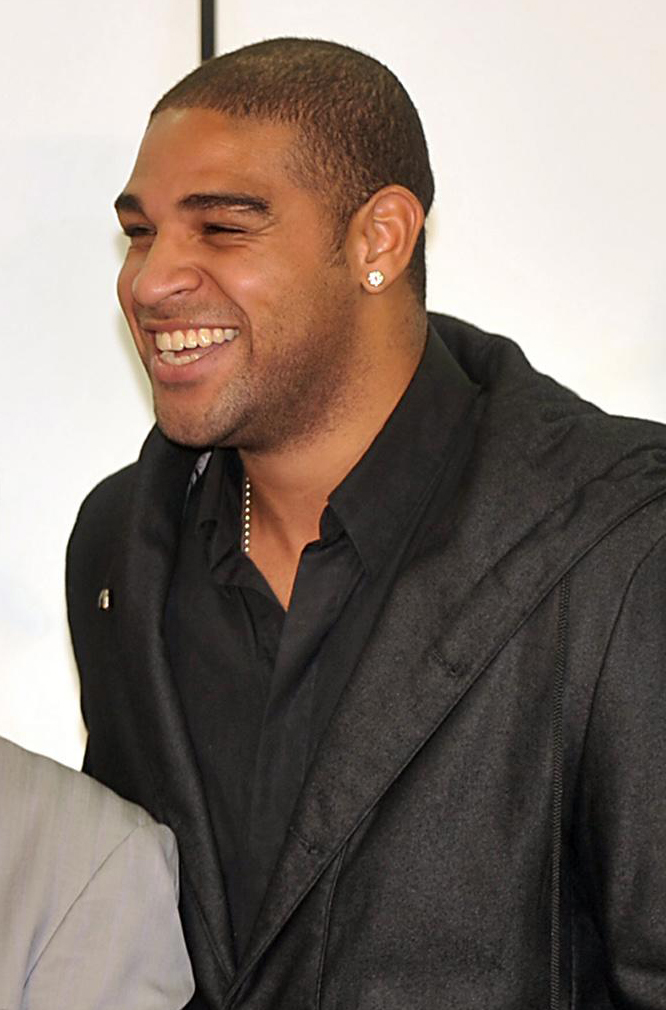
Adriano Leite Ribeiro
(* 1982)

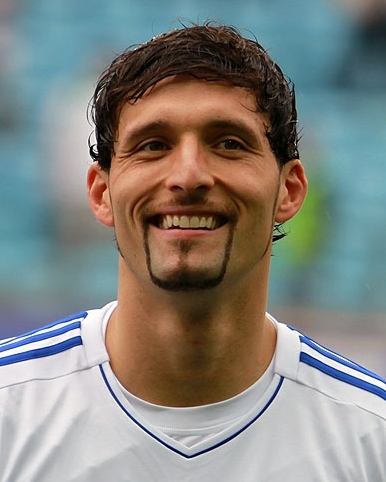
Kevin Kurányi
(* 1982)

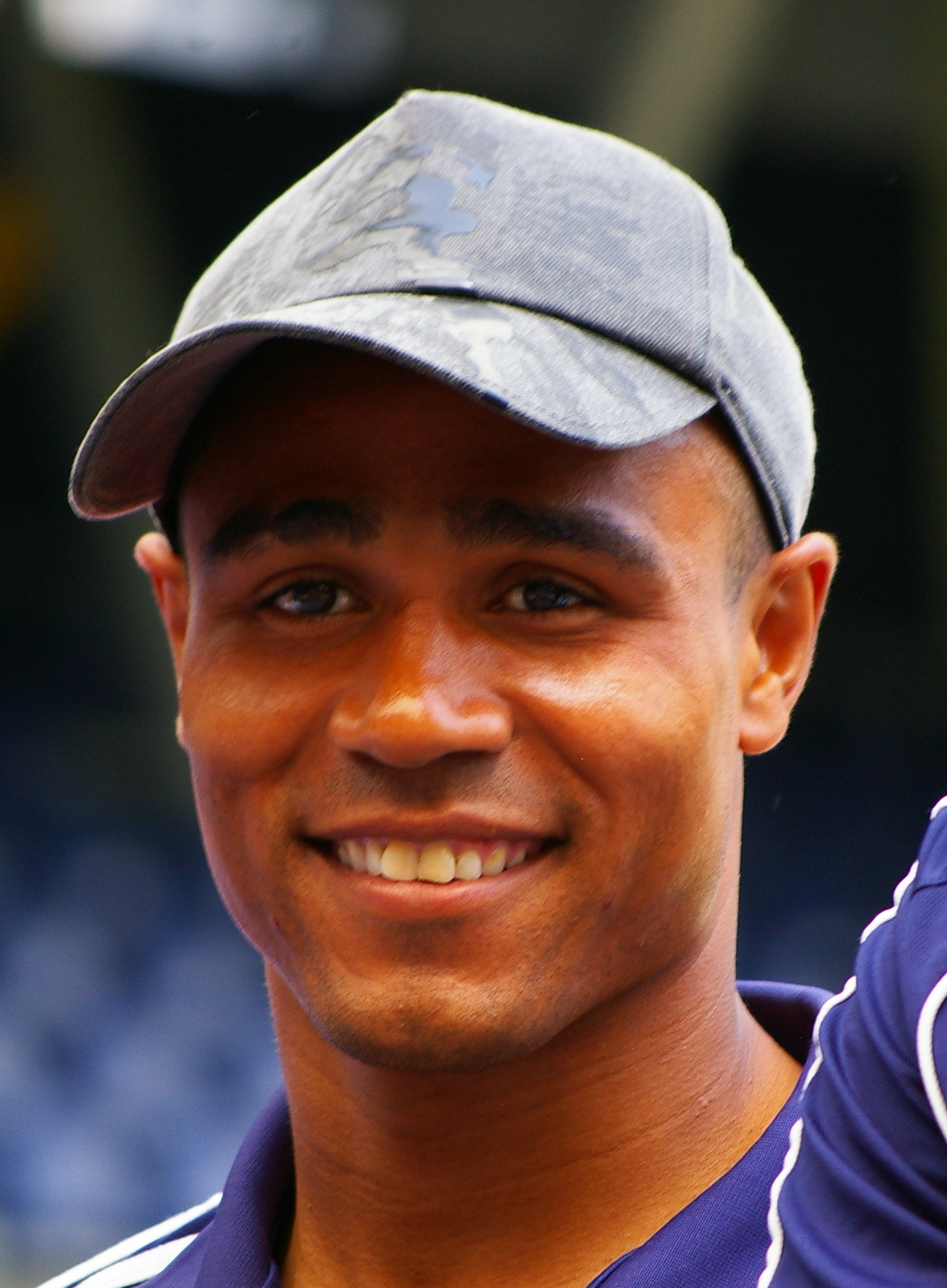
Leonardo Santiago
(* 1983)

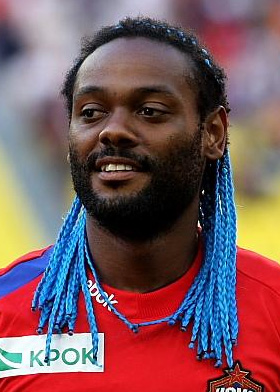
Vágner Love
(* 1984)

#### 1981
- Gabriel Andrade (* 1981), deutscher Schauspieler brasilianischer Herkunft
- Tony Azevedo (* 1981), US-amerikanischer Wasserballspieler
- Tiago Calvano (* 1981), Fußballspieler
- Cristiano dos Santos Rodrigues (* 1981), Fußballspieler
- Sidney Cristiano dos Santos (* 1981), türkisch-brasilianischer Fußballspieler
- Renata Ribeiro (* 1981), Beachvolleyballspielerin

#### 1982
- Adriano (* 1982), Fußballspieler
- Kevin Kurányi (* 1982), deutscher Fußballspieler
- Reginaldo Oliveira (* 1982), Tänzer und Choreograf
- Fabio de Matos Pereira (* 1982), Fußballspieler
- Rodrigo de Souza Cardoso (* 1982), Fußballspieler
- Uilian Souza da Silva (* 1982), Fußballspieler
- Marcos Ferreira Xavier (* 1982), aserbaidschanisch-brasilianischer Fußballspieler

#### 1983
- Alanzinho (* 1983), Fußballspieler
- André Bahia (* 1983), Fußballspieler
- Pedro Cunha (* 1983), Beachvolleyballspieler
- Diego Morais (* 1983), Fußballspieler
- Maria Clara Salgado Rufino (* 1983), Beachvolleyballspielerin
- Leonardo Santiago (* 1983), Fußballspieler
- Anderson Alves da Silva (* 1983), Fußballspieler
- Eduardo Alves da Silva (* 1983), kroatischer Fußballspieler brasilianischer Herkunft
- Rodrigo Ribeiro Souto (* 1983), Fußballspieler
- Alexandre Rodrigues (* 1983), Schauspieler
- Roberto Streit (* 1983), Rennfahrer
- Isabel Swan (* 1983), Regattaseglerin

#### 1984
- Anderson Costa (* 1984), Fußballspieler
- Carlos Alberto Gomes (* 1984), Fußballspieler
- Pietro Figlioli (* 1984), australisch-itanienischer Wasserballspieler
- Vágner Love (* 1984), Fußballspieler
- Elize Secomandi Maia (* 1984), Beachvolleyballspielerin
- Thiago Silva (* 1984), Fußballspieler

#### 1985
- Diego Alves (* 1985), Fußballtorhüter
- Rafael Bastos (* 1985), Fußballspieler
- Oscar Brandão (* 1985), Beachvolleyballspieler
- Benny Feilhaber (* 1985), US-amerikanischer Fußballspieler brasilianisch-österreichischer Herkunft
- Rhooney de Oliveira Ferramenta (* 1985), Beachvolleyballspieler
- Anielle Franco (* 1985), Pädagogin, Journalistin, Autorin und Aktivistin
- André Lima (* 1985), Fußballspieler
- David Miranda (1985–2023), Politiker
- Benét Monteiro (* 1985), Musicaldarsteller
- Aline dos Santos (* 1985), Sprinterin
- Evelyn dos Santos (* 1985), Sprinterin
- João Schlittler (* 1985), Judoka
- Jorge Célio Sena (* 1985), Sprinter
- Henry Siqueira-Barras (* 1985), schweizerisch-brasilianischer Fußballspieler
- Paulo Vitor Barreto de Souza (* 1985), Fußballspieler
- Maicón Thiago Pereira de Souza (* 1985), Fußballspieler

#### 1986
- Egídio de Araújo Pereira Júnior (* 1986), Fußballspieler
- Nathalia Dill (* 1986), Schauspielerin
- Larissa Vereza (* 1986), Schauspielerin und Filmschaffende
- Gustavo Lins (* 1986), Pagode-Musiker
- Marcelo Lomba (* 1986), Fußballspieler
- Viviane Obenauf (* 1986), Profiboxerin
- Felipe Perrone (* 1986), brasilianisch-spanischer Wasserballspieler
- Pedro Solberg (* 1986), Beachvolleyballspieler
- Robson Alves da Silva (* 1986), Fußballspieler

#### 1987
- Larissa Pereira da Cruz (* 1987), Fußballspielerin
- Dodô (* 1987), Fußballspieler
- Maya Gabeira (* 1987), Profi-Surferin
- Rodrigo Moledo (* 1987), Fußballspieler
- Dimitri Coelho Mollo (* 1987), italienisch-brasilianischer Philosoph
- Ricardo Pires (* 1987), Fußballspieler
- Carolina Solberg (* 1987), Beachvolleyballspielerin
- Bárbara Seixas (* 1987), Beachvolleyballspielerin

#### 1988
- Renato Augusto (* 1988), Fußballspieler
- Micael Borges (* 1988), Schauspieler und Sänger
- Darlan Cunha (* 1988), Schauspieler
- Jorge Fellipe (* 1988), Fußballspieler
- Victor Heringer (1988–2018), Schriftsteller
- Bruno Mezenga (* 1988), Fußballspieler
- Fabiano de Paula (* 1988), Tennisspieler
- Maicon Pereira de Oliveira (1988–2014), Fußballspieler
- Diogo Portela (* 1988), Dartspieler
- Douglas Silva (* 1988), Schauspieler
- Fabiana Silva (* 1988), Badmintonspielerin
- Marcelo da Silva Júnior (* 1988), Fußballspieler
- Andressa Soares (* 1988), Tänzerin, Model und Sängerin

#### 1989
- Gabriella De Almeida Rinne (* 1989), deutsche Popsängerin und Reality-TV-Teilnehmerin
- Josef de Souza Dias (* 1989), Fußballspieler
- Rafael Ferreira Donato (* 1989), Fußballspieler
- Fernando Romboli (* 1989), Tennisspieler
- Renan Silva (* 1989), Fußballspieler
- Nathan Júnior Soares de Carvalho (* 1989), Fußballspieler
- Welinton (* 1989), Fußballspieler

#### 1990
- Fellipe Bastos (* 1990), Fußballspieler
- Evandro Gonçalves Oliveira Júnior (* 1990), Beachvolleyballspieler
- Isabela Lima, Künstlername Iza (* 1990), Sängerin, Songwriterin und Tänzerin
- Vinicius Miller (* 1990), Fußballspieler
- Airton Ribeiro Santos (* 1990), Fußballspieler
- Fabrício Silva Dornellas (* 1990), Fußballspieler

### 1991–2000

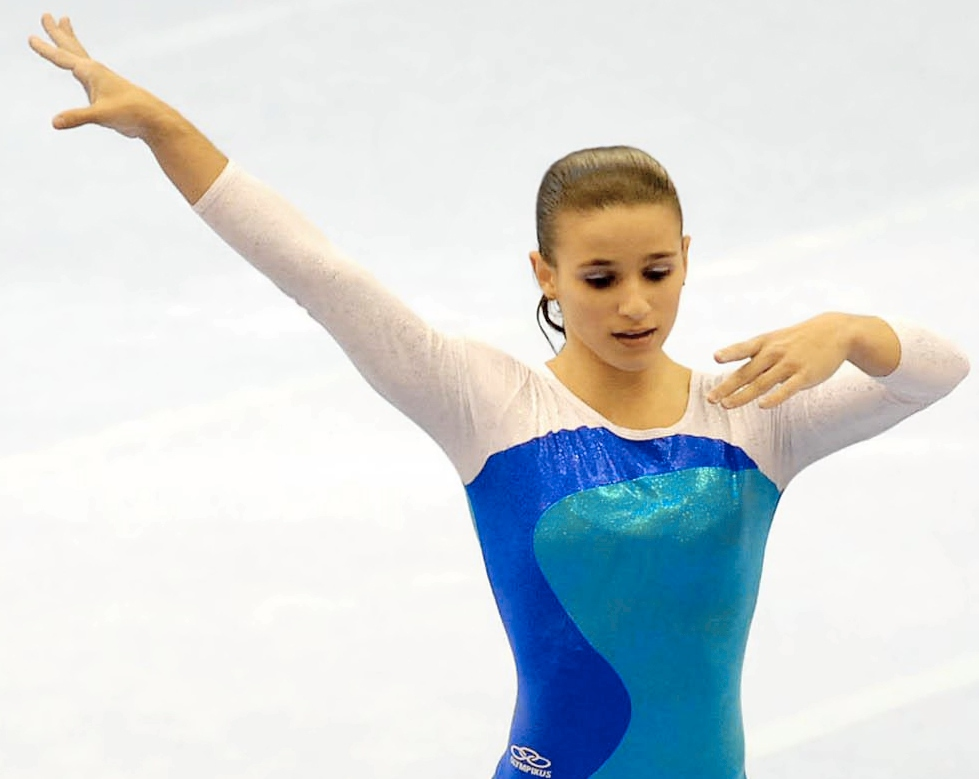
Jade Barbosa
(* 1991)

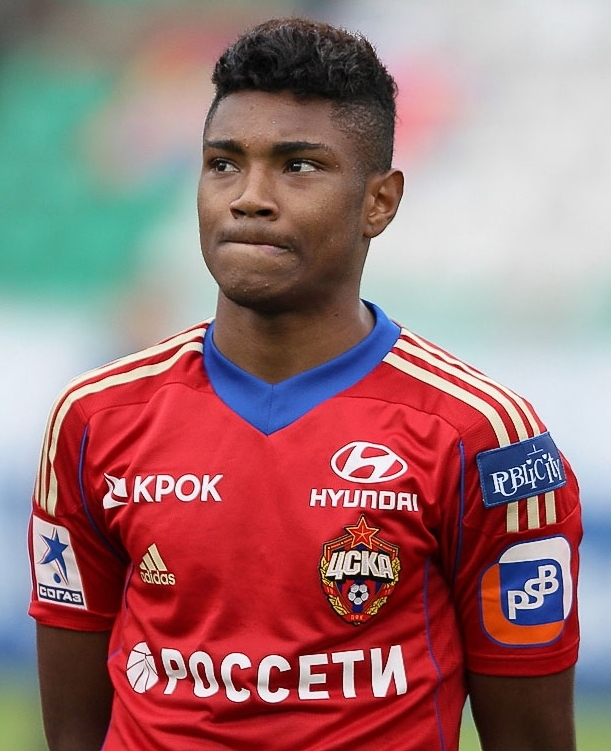
Vitinho
(* 1993)

#### 1991
- Luiz Antônio (* 1991), Fußballspieler
- Jade Barbosa (* 1991), Turnerin
- Michel Borges (* 1991), Boxer, Südamerika-Meister
- Jean-Pierre Dupoux (* 1991), brasilianisch-französischer Handballspieler
- Nicolas Costa (* 1991), Autorennfahrer
- Martine Grael (* 1991), Regattaseglerin
- Bárbara Leôncio (* 1991), Sprinterin
- Augusto Lima (* 1991), Basketballspieler
- Christian Lindell (* 1991), schwedischer Tennisspieler
- Allan (* 1991), Fußballspieler
- Diego Maurício (* 1991), Fußballspieler
- Rodrigo (* 1991), brasilianisch-spanischer Fußballspieler
- Felipe Wallace do Nascimento (* 1991), Fußballspieler

#### 1992
- Philippe Coutinho (* 1992), Fußballspieler
- Gerson Guimarães Junior (* 1992), Fußballspieler
- Jairo de Macedo da Silva (* 1992), Fußballspieler
- Wellington Nem (* 1992), Fußballspieler
- Jorge Vides (* 1992), Sprinter

#### 1993
- Viviane Lyra (* 1993), Geherin
- Bruno Rojas (* 1993), bolivianischer Sprinter
- Wellington Silva (* 1993), Fußballspieler
- Tamara de Sousa (* 1993), Siebenkämpferin
- Vitinho (* 1993), Fußballspieler

#### 1994
- Adryan (* 1994), Fußballspieler
- Caio Rodrigues da Cruz (* 1994), Fußballspieler
- Henrique (* 1994), Fußballspieler
- Pedro Paulo (* 1994), Fußballspieler
- Laura Rizzotto (* 1994), Sängerin, Songwriterin und Musikerin
- Wallace Fortuna dos Santos (* 1994), Fußballspieler
- Ismael Silva (* 1994), Fußballspieler
- Ailton Machado de Souza Rosa (* 1994), Fußballspieler
- Allan Machado de Souza Rosa (* 1994), Fußballspieler

#### 1995
- Allano (* 1995), Fußballspieler
- Marcio Augusto da Silva Barbosa (* 1995), Fußballspieler
- Gabriel Constantino (* 1995), Hürdenläufer
- Willyan Rocha (* 1995), Fußballspieler
- Gabriele dos Santos (* 1995), Dreispringerin

#### 1996
- Ygor Coelho (* 1996), Badmintonspieler
- Yuri Antonio Costa da Silva (* 1996), Fußballspieler
- Ingrid de Oliveira (* 1996), Wasserspringerin
- Caio Rangel (* 1996), Fußballspieler
- Vitória Cristina Rosa (* 1996), Leichtathletin
- Vitor Hugo dos Santos (* 1996), Leichtathlet

#### 1997
- Lucas Dias (* 1997), Fußballspieler
- Bruno Guimarães (* 1997), Fußballspieler
- Gerson (* 1997), Fußballspieler
- Ricardo Graça (* 1997), brasilianisch-portugiesischer Fußballspieler
- Perla Haney-Jardine (* 1997), US-amerikanische Schauspielerin
- André Lamoglia (* 1997), Schauspieler
- Wanderson de Oliveira (* 1997), Boxer
- Lucas Paquetá (* 1997), Fußballspieler
- Ana Paula (* 1997), Fußballspielerin
- Matheus Pereira (* 1997), Fußballspieler
- Lucas Ribamar (* 1997), Fußballspieler
- Juninho Rocha (* 1997), Fußballspieler
- Pedro Guilherme Abreu dos Santos (* 1997), Fußballspieler

#### 1998
- Fernando Costanza (* 1998), Fußballspieler
- Roque Rafael Diniz Molarinho (* 1998), Fußballspieler
- Douglas Luiz (* 1998), Fußballspieler
- Matheus Moresche (* 1998), Fußballspieler
- Pauline Rénevier, deutsche Schauspielerin
- Derick Silva (* 1998), Sprinter

#### 1999
- Tiffani Marinho (* 1999), Sprinterin
- Gabriela Mourão (* 1999), Sprinterin
- Alexsandro Victor de Souza Ribeiro (* 1999), Fußballspieler
- Matheus Thuler (* 1999), Fußballspieler

#### 2000
- Paulo Henrique Sampaio Filho (* 2000), Fußballspieler
- Jhennifer Lopes (* 2000), Handballspielerin
- Lorraine Martins (* 2000), Sprinterin
- Renan Peixoto Nepomuceno (* 2000), Fußballspieler
- Samuel Vanderlei da Silva (* 2000), Fußballspieler

### Geburtsjahr unbekannt
- Yvonne Meyer, Balletttänzerin und Tanzpädagogin
- Fabio Presgrave, Cellist und Musikpädagoge

## 21. Jahrhundert

### 2001–2010
- Lucas Rodrigues da Silva (* 2001), Sprinter
- João Gomes (* 2001), Fußballspieler
- Lucas Lima (* 2002), schwedisch-brasilianischer Fußballspieler
- Jefté (* 2003), Fußballspieler
- Kayky (* 2003), Fußballspieler
- Matheus Nascimento (* 2004), Fußballspieler
- João Mendes (* 2005), spanischer Fußballspieler
- João Fonseca (* 2006), Tennisspieler
- Rayan (* 2006), Fußballspieler